# American Airlines
American Airlines, Inc. (Аме́рикан Э́йрлайнс, сокращается как American или AA) — национальная авиакомпания США, штаб-квартира которой расположена в городе Форт-Уэрт, штат Техас, США. Это крупнейшая авиакомпания в мире по общему количеству пассажиро-километров, размеру пассажирского флота, доходу, пассажиропотоку и количеству обслуживаемых направлений. American, вместе со своими региональными партнёрами, обладает обширной международной и внутренней сетью маршрутов и выполняет в среднем более 6200 рейсов в день в 356 пунктов назначения в более чем 50 странах.
American Airlines является членом-основателем альянса Oneworld, третьего по величине авиационного альянса в мире и координирует тарифы, услуги и расписание с партнёрами альянса British Airways, Iberia и Finnair на трансатлантическом рынке перевозок и с Cathay Pacific и Japan Airlines по ту сторону Тихого океана. Региональные рейсы выполняются дочерним перевозчиком под торговой маркой American Eagle.
Десять хабов компании расположены в аэропортах Даллас/Форт-Уэрт, Шарлотта/Дуглас, Чикаго/О’Хара, Филадельфия, Майами, Финикс/Скай-Харбор, Вашингтон/Нэшнл, Лос-Анджелес, Нью-Йорк/Кеннеди и Нью-Йорк/Ла-Гуардия. American управляет своей основной базой технического обслуживания в международном аэропорту Талса в дополнение к базам обслуживания, расположенным в её хабах. Международный аэропорт Даллас/Форт-Уэрт является крупнейшим пассажирским узлом American Airlines, обслуживающим 51,1 миллиона пассажиров в год, в среднем 140.000 пассажиров в день. В компании, по состоянию на 2017 год, работает более 122.000 человек. Акции American Airlines Group публично торгуются на NASDAQ: AAL с рыночной капитализацией около 25 млрд долларов по состоянию на 2017 год, компания включена в индекс S&P 500.

## История
American Airlines была основана в 1930 году. Авиакомпания в сегодняшнем виде — это результат объединения более восьмидесяти небольших авиакомпаний, включая слияния с Trans Caribbean Airways в 1971, Air California в 1987 году, Reno Air в 1999 году, Trans World Airlines (TWA) в 2001 году и US Airways в 2015 году.

### Ранние годы
Первоначально авиакомпания работала под брендом American Airways, это название использовали ряд независимых перевозчиков. Это были Southern Air Transport в Техасе, Southern Air Fast Express (SAFE) на западе США, Universal Aviation на среднем западе (которая выполняла трансконтинентальный авиа и ж/д маршрут в 1929 году), Thompson Aeronautical Services (маршрут Детройт-Кливленд с 1929 года), и Colonial Air Transport на северо-востоке. Как и многие другие перевозчики того времени, American возили почту. К 1933 году American Airways эксплуатировала трансконтинентальную маршрутную сеть, обслуживающую 72 города, в основном на северо-востоке, среднем западе и юго-западе США.

Самолёт DC-3 компании «American Airlines», используемый в съёмках фильма о войне в 1943 году

В 1934 году American Airways была приобретена Эрретом Лоббаном Кордом, который переименовал её в American Air Lines. Корд нанял техасского бизнесмена К. Р. Смита управлять компанией. Смит работал с Дональдом Дугласом над разработкой самолёта DC-3, который American Airlines получила первой и начала использовать в 1936 году. В результате, за счёт увеличенной вместимости нового самолёта, American Airlines смогла получать прибыль на перевозке одних только пассажиров, без учёта почты или груза. С DC-3 компания начала создавать свой бренд, используя при этом морскую терминологию: самолёты стали называться «флагманскими кораблями» (англ. Flagships), а организованная в 1936 году программа для почётных пассажиров — «Адмиральский клуб» (англ. Admirals Club). American выполняла ежедневный ночной трансконтинентальный рейс между Нью-Йорком и Лос-Анджелесом с промежуточными посадками в Даллас/Форт-Уэрт и других аэропортах, рекламируя сервис как «круглый год южный маршрут».
American Airlines была первой компанией, поддержавшей мэра Нью-Йорка Фьорелло Ла Гуардию в строительстве аэропорта в Нью-Йорке, и в результате стала владельцем лаунжа (зала ожидания для привилегированных пассажиров, который стал известен как «Admirals Club») для авиапассажиров в новом аэропорту Ла-Гуардия. Первоначально членство в клубе предоставлялось только по специальному приглашению, но через несколько десятилетий компания перешла на платное членство, создав модель, которой пользуются другие авиакомпании и в настоящее время.
16 февраля 1937 года компания перевезла своего миллионного пассажира.

### Послевоенное развитие
Во время Второй мировой войны половина флота была использована в военных целях. После её окончания American Airlines приобрела авиакомпанию American Export Airlines, переименовав её в American Overseas Airways (AOA) для обслуживания европейских направлений, однако в 1950 году АОА была продана конкурирующей компании Pan American World Airways. В то же время American Airlines создала другую дочернюю компанию — «American Airlines de Mexico S.A.» для обслуживания рейсов в Мексику, а также построила там несколько аэропортов. До слияния авиакомпаний Capital и United в 1961 году American Airlines была крупнейшей американской авиакомпанией и второй по величине в мире после Аэрофлота.

Руководством American Airlines были заказаны британские самолёты de Havilland Comet, но потом заказ был отменён, когда обнаружилось, что в этих самолётах есть серьёзные конструктивные недостатки. Авиакомпания была в числе первых авиакомпаний, приступивших к эксплуатации реактивных самолётов, а первый трансконтинентальный рейс состоялся 25 января 1959 года на самолёте Боинг 707. До 1962 года компания вложила в развитие реактивных самолётов 440 млн долларов, совместно с IBM установила электронную систему заказа билетов Sabre и построила улучшенный терминал в нью-йоркском аэропорту Айдлуайлд (ныне Аэропорт имени Кеннеди), который стал самой крупной базой для авиаперевозок компании. Компания Vignelli Associates разработала логотип компании в 1967 году. Логотип использовался до 17 января 2013 года.

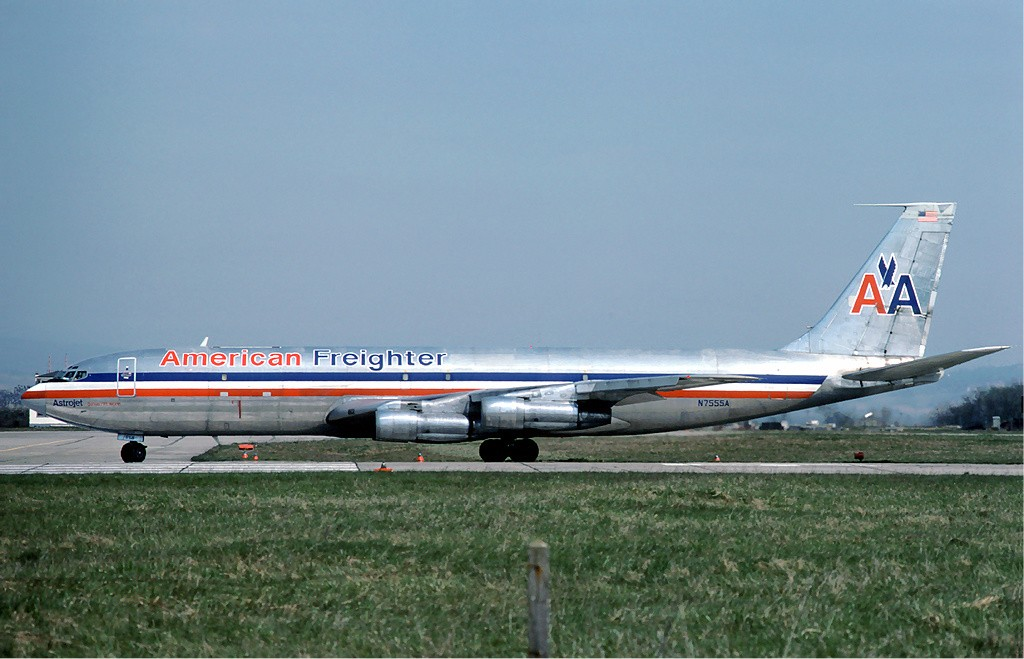
Boeing 707 авиакомпании American Freighter в аэропорту Базель

В 1970 году American Airlines выполняла рейсы из Сент-Луиса, Чикаго и Нью-Йорка в Гонолулу и далее в Сидней и Окленд через Американское Самоа и Нанди, Фиджи. В 1971 году American приобрела Trans Caribbean Airways. 30 марта 1973 года авиакомпания стала первой крупной авиакомпанией, которая наняла женщину-пилота (Бонни Тибурци, самолёт Boeing 727). American Airlines одной из первых в отрасли начали использовать автоматизированные системы бронирования, стали применять бонусные программы лояльности, двухуровневые тарифные сетки.
Показатель пассажиро-километр, млн
| 1951 | 2.554  |
| 1955 | 4.358  |
| 1960 | 6.371  |
| 1965 | 9.195  |
| 1970 | 16.623 |
| 1975 | 20.871 |

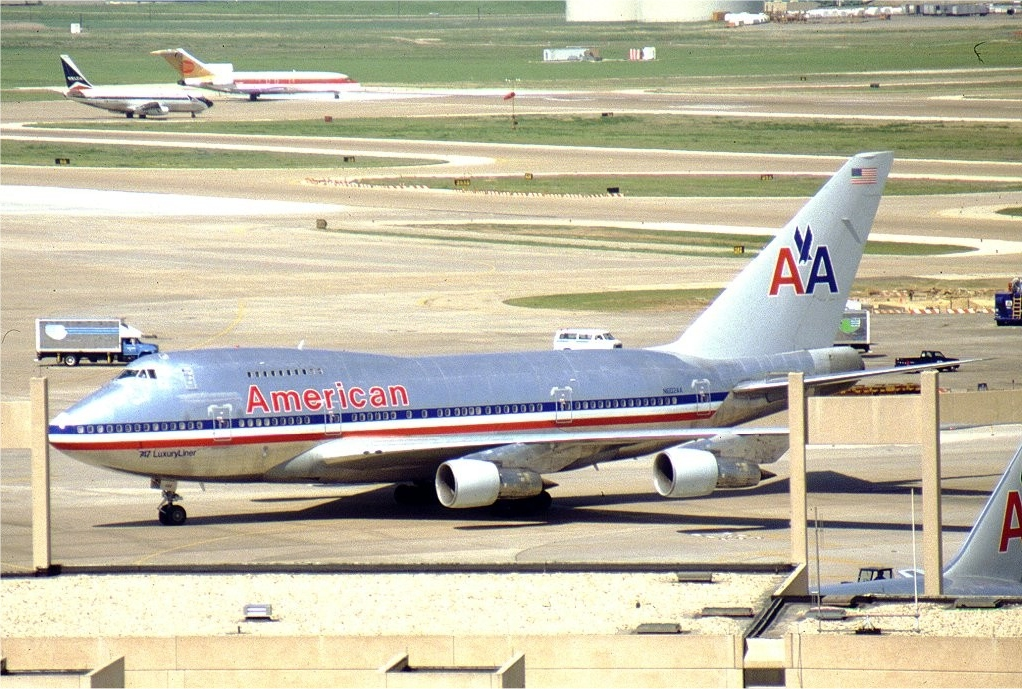
American Airlines Boeing 747SP

До 1984 года American Airlines осуществляли грузовые перевозки под брендом American Freighter, используя грузовые самолёты Boeing 707 и Boeing 747, которые ранее использовались на пассажирских перевозках.

### Развитие компании в 1980-х — 1990-х годах
В 1979 году штаб-квартира компании была перенесена в город Форт-Уэрт, штат Техас. В 1981 году American Airlines открыла свой первый хаб в аэропорту Даллас/Форт-Уэрт, а в 1982 году в чикагском О’Хара. Компания, возглавляемая в тот период Робертом Крендаллом, начала осуществлять регулярные авиарейсы из указанных аэропортов в Европу и Японию.
В конце 1980-х годов компания открыла три новых хаба: Международный аэропорт в Сан-Хосе в Калифорнии, после приобретения компании AirCalifornia; со строительством нового терминала и взлётно-посадочной полосы, международный аэропорт Роли/Дарем, чтобы конкурировать с хабом компании USAirways в Шарлотте; и аэропорт в Нашвилле. В середине 1980-х годов планировалось, также, создание хаба в международном аэропорту Стэплтон в Денвере, но планы были отложены из-за запланированной модернизации аэропорта.

Компания прекратила использование всех трёх новых хабов в 1990-х годах. Хаб в Сан-Хосе был частично приобретён компанией Reno Air, а Роли/Дарем — Midway Airlines, которая прекратила существование в 2001 году. В феврале 1999 года American Airlines приобрела Reno Air, но не стала далее использовать Сан-Хосе в качестве хаба. Рейсы, которые оперировались Reno Air, были отменены, большая часть её флота была распродана, так же, как это случилось 12 годами ранее с приобретённой компанией Air California. Единственным действующим рейсом от этих двух компаний остался рейс Сан-Франциско — Лос-Анджелес.

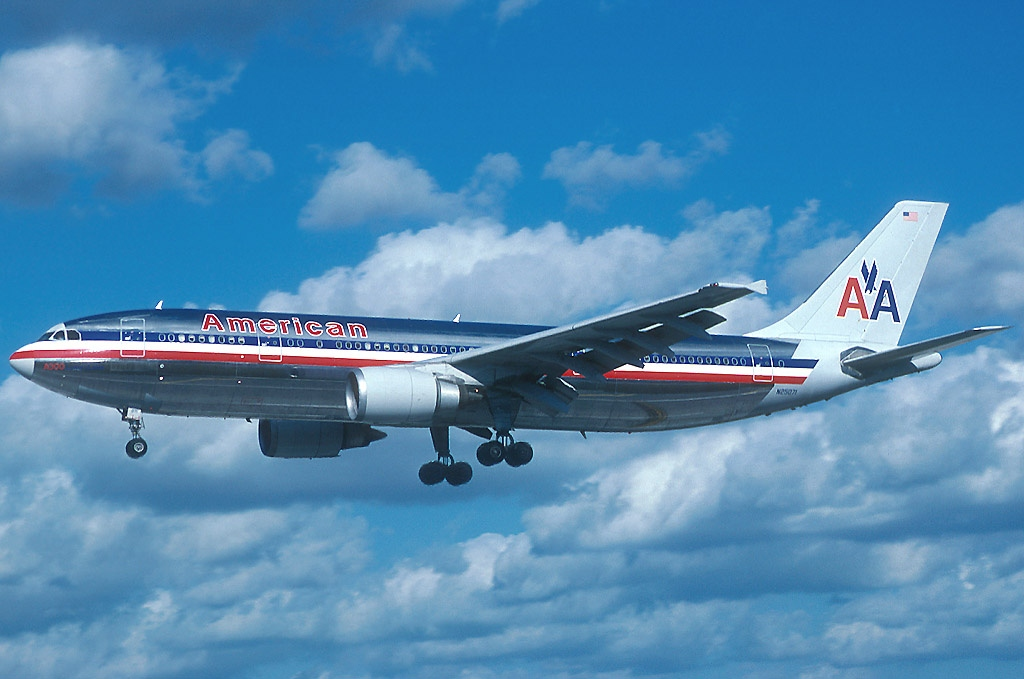
Самолёт Airbus A300 American Airlines

В 1990 году хабом American Airlines стал также международный аэропорт Майами, после того как были выкуплены центрально- и южноамериканские маршруты у Eastern Air Lines. Благодаря этому компания расширила в 1990-х свою сеть в Латинской Америке и стала ведущим американским оператором в этом регионе. Также в 1990 году компания приобрела часть рейсов TWA в лондонском Хитроу за 445 млн долларов. До апреля 2008 года единственными американскими авиалиниями, обслуживающими пассажиров в Хитроу, были American Airlines иUnited Airlines. В июле 1993 года был организован музей «American Airlines» имени С. Р. Смита, который до сих пор является одним из немногих, посвящённых истории коммерческой авиации. Музей является некоммерческой организацией и был организован благодаря подаркам партнёров компании, её сотрудников разных годов и других людей.

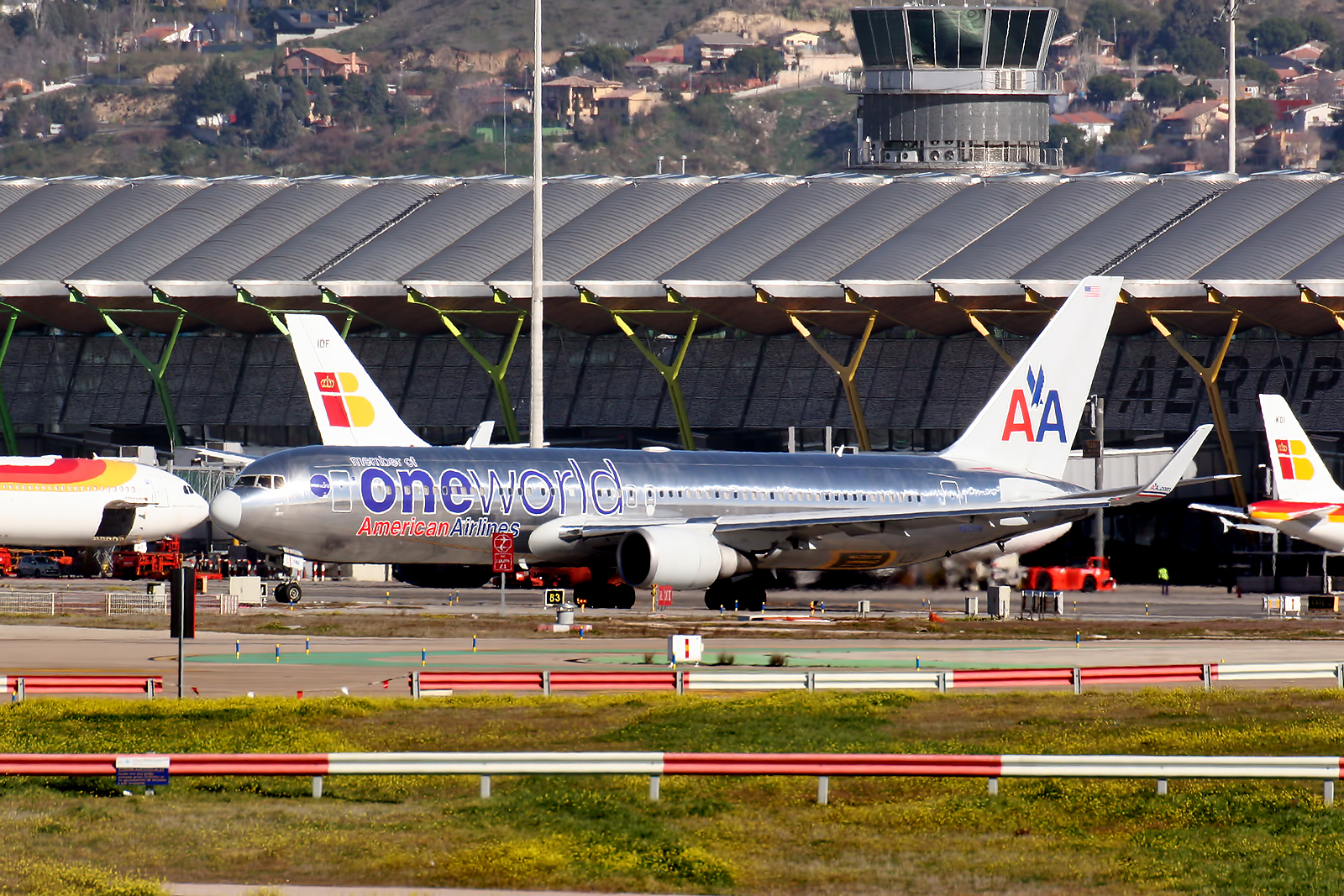
Boeing 767—323 American Airlines в ливрее Oneworld

К 15 октября 1998 года American Airlines стала первой авиакомпанией, которая ввела продажу электронных билетов во всех 44 странах, в которых она выполняла рейсы.
В 1998 году авиакомпаниями American Airlines, British Airways, Canadian Airlines, Cathay Pacific и Qantas Airways был создан авиаальянс Oneworld, который начал операционную деятельность с 1 февраля 1999 года. В том же году к альянсу присоединились также компании Iberia Airlines и Finnair.
Показатель пассажиро-километр, млн
| 1980 | 45.347  |
| 1985 | 71.027  |
| 1991 | 132.313 |
| 1995 | 165.247 |

### 2000-е годы: слияние с TWA, теракты 11 сентября 2001 года, выход из кризиса

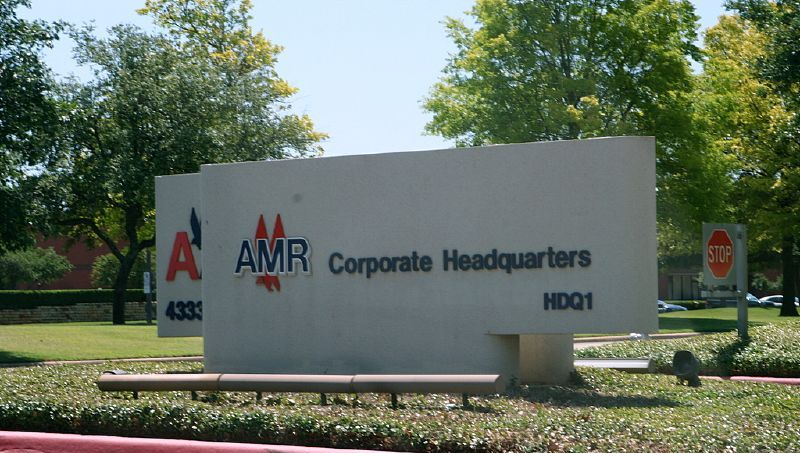
Указатель у головного офиса компании

Роберта Крендалла в 1998 году в должности руководителя компании заменил Дональд Карти, который в апреле 2001 года договорился о приобретении компании Trans World Airlines и её хаба в Сент-Луисе. Слияние особенно сильно затронуло пилотов, интересы которых представляли профсоюзы обоих перевозчиков. В результате объединения авиакомпаний 60 % бывших пилотов TWA получили младшие должности в American Airlines. К примеру, самый старший капитан TWA, работающий с 1963 года, получил должность, аналогичную сотрудникам American, нанятым в 1989 году. Большая часть пилотов ушли в отпуск, многие из него не вышли. Однако пилоты TWA оставались на старших должностях, если они соглашались работать в Сент-Луисе. После событий 11 сентября 2001 года примерно 4200 обслуживающего персонала были заменены сотрудниками American.
11 сентября 2001 года рейс 11 American Airlines был первым авиалайнером, захваченным в ходе террористических атак. Лайнер Боинг 767-223ER (регистрационный номер N334AA) выполнял регулярный коммерческий рейс из бостонского аэропорта Логан в международный аэропорт Лос-Анджелеса. Он был захвачен в полёте, и врезался в северную башню Всемирного Торгового Центра в Нью-Йорке в 8:46 по местному времени. Из всех четырёх самолётов, угнанных в тот день, рейс 11 имел наибольшее количество людей на борту (92 человека). Также был захвачен рейс 77 (Боинг 757—223 (регистрационный номер N644AA), который был направлен в здание Пентагона.

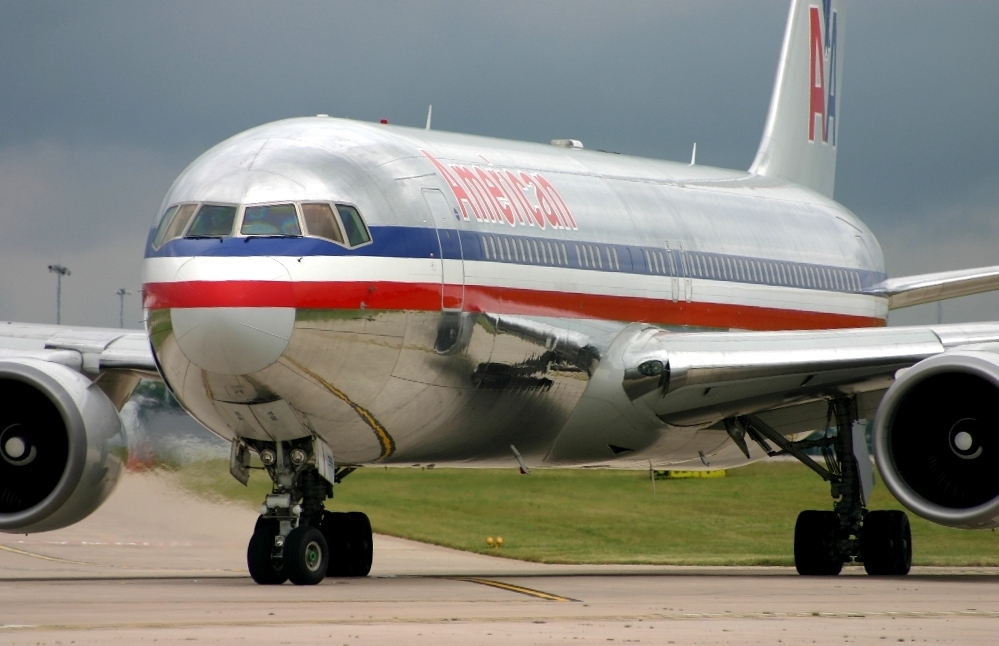
American Airlines Boeing 767

После скандалов, связанных со слиянием с TWA и терактами 11 сентября 2001 года, компания в течение нескольких лет терпела убытки. В 2003 году компания была на грани банкротства и начала переговоры с рядом компаний Уолл-стрит о получении финансирования по схеме DIP. В это время наблюдалось падение котировок акций управляющего холдинга AMR Corp. В том же году авиакомпанию возглавил Эдвард Бренан, благодаря которому American смогли выйти из кризиса. 20 июля 2005 года, впервые за 17 отчётных кварталов, American объявила о получении прибыли в размере 58 млн долларов за второй квартал 2005 года.
Финансовый кризис 2008 года вновь создал нагрузку на авиакомпанию. 2 июля 2008 года авиакомпания уволила 950 бортпроводников. Также были выведены из эксплуатации 20 самолётов MD-80. Рейсы из хаба в Сан-Хуане, Пуэрто-Рико были сокращены с 38 до 18 в день. Все самолёты Airbus A300 были выведены из эксплуатации к концу августа 2009 года и поставлены на хранение в Розуэлле, штат Нью-Мексико.
24 сентября 2010 года American Airlines также закрыла свою базу технического обслуживания в Канзас-Сити, унаследованную от TWA. Было сокращено около 700 рабочих мест.
В течение трёх дней в апреле 2008 года авиакомпания отменила 1000 рейсов для проверки жгутов электропроводки на своих самолётах MD-80. В сентябре 2009 года Associated Press и The Wall Street Journal сообщили, что American Airlines обвинялась федеральным управлением гражданской авиации США (FAA) в некачественном обслуживании и ремонте своих самолётов. Некоторые неправильно выполненные процедуры могли привести к серьёзным авариям. Утверждалось также, что авиакомпания спрятала один самолёт, чтобы скрыть его от инспекторов FAA. American Airlines начала процесс замены своих самолётов MD-80 на Boeing 737, Airbus A319 и A321.
Показатель пассажиро-километр, млн
| 2000 | 187.542 |
| 2005 | 222.449 |

### 2010-е годы

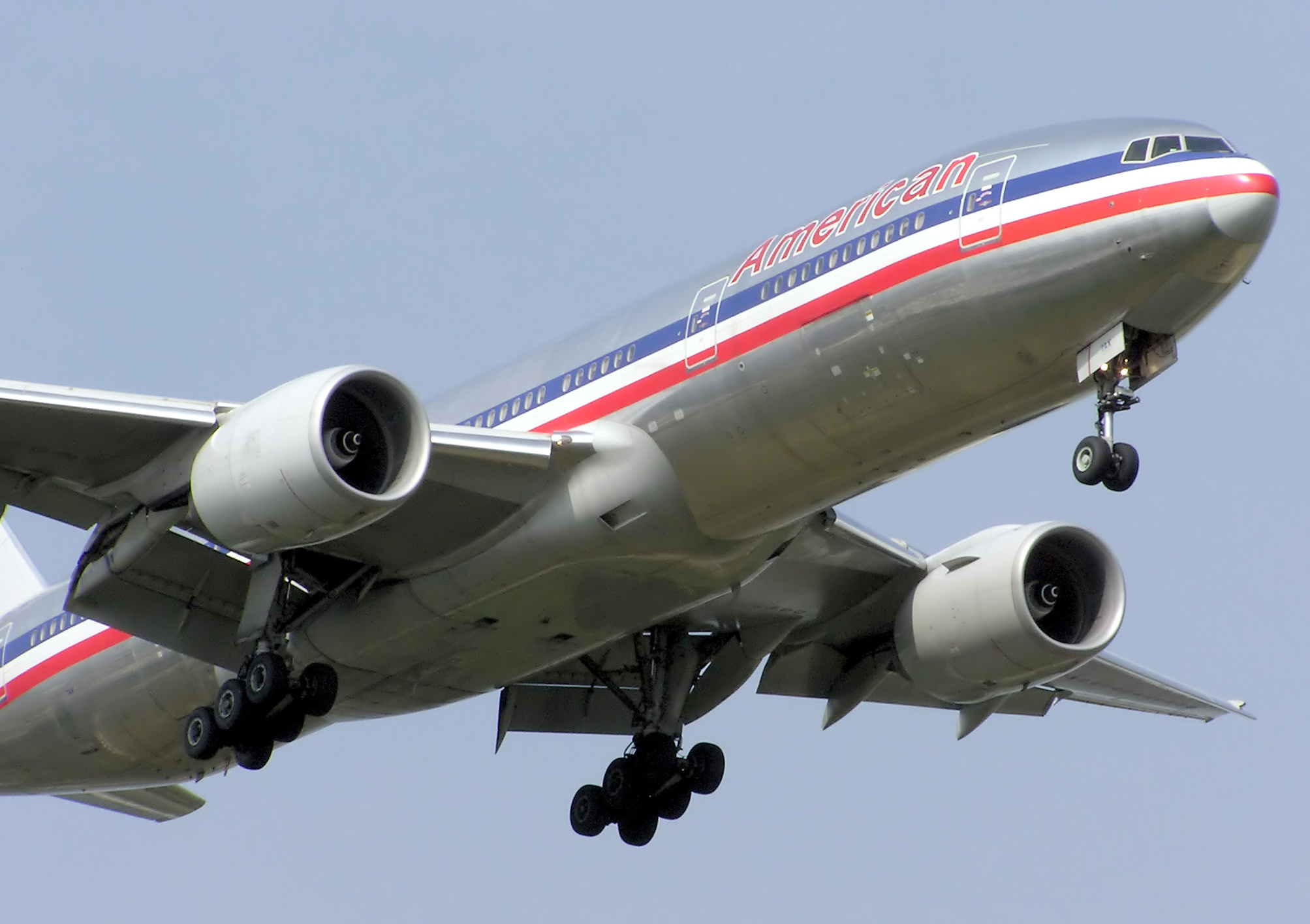
American Airlines Boeing 777-200ER

В начале июля 2010 года сообщалось, что American Airlines пыталась найти покупателей для своей региональной авиакомпании American Eagle. В октябре 2010 года авиакомпания начала сотрудничать с British Airways и Iberia Airlines по программам часто летающих пассажиров.

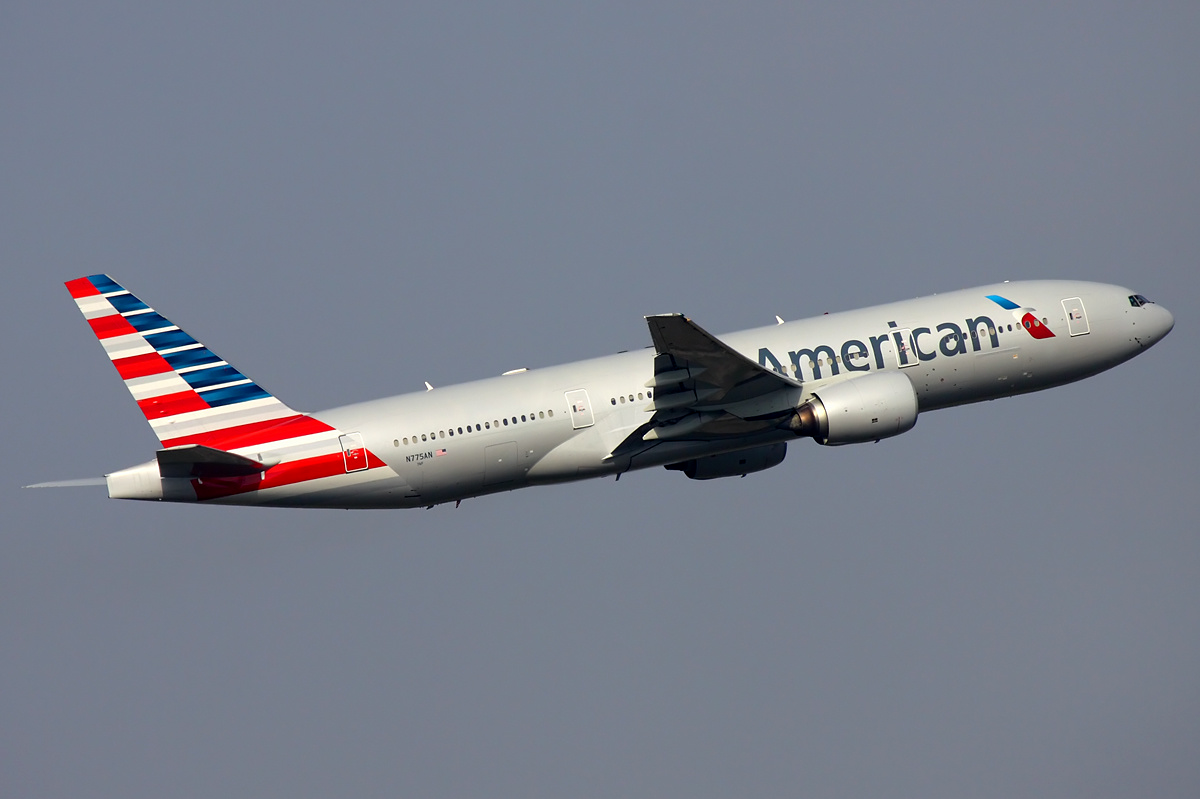
American Airlines Boeing 777-223ER в новой ливрее, вылетающий из аэропорта Шанхая

В марте 2010 года было подписано интерлайн-соглашение с JetBlue Airways, что позволило American продавать билеты на 27 новых направлений, а JetBlue на 13 международных направлений из Нью-Йорка и Бостона. С 18 ноября 2010 года обе авиакомпании взаимно начисляют пассажирам мили в рамках программ для часто летающих пассажиров.
American Airlines, в феврале 2010 года, получили право начать обслуживание направления Нью-Йорк/Кеннеди — Токио/Ханеда, но отложили планы из-за низкого спроса. Перевозка по этому маршруту началась в июне 2012 года, после закрытия рейса Нью-Йорк/Кеннеди — Токио/Нарита. В октябре 2013 года рейсы в аэропорт Ханеда были закрыты из-за временных ограничений аэропорта. Кроме того, в 2011 году началось выполнение рейсов между Лос-Анджелесом и Шанхаем, между Даллас/Форт-Уэрт и Сеулом в 2013 году,, а также, летом 2014 года из Даллас/Форт-Уэрт в аэропорт Шанхая и Гонконг, это были первые беспосадочные рейсы из Далласа в Китай. 11 февраля 2016 года American Airlines запустили ежедневные рейсы из Лос-Анджелеса в Токио/Ханеда на своих самолётах Boeing 787. Авиакомпания также добавила ежедневные рейсы из Лос-Анджелеса в Сидней, Окленд и Гонконг на своих флагманских Boeing-777-300ER (в Сидней и Гонконг) и Boeing 787 (в Окленд). American Airlines открыли новое направление из Лос-Анджелеса в Пекин 5 ноября 2017 года и планирует расширение перевозок в Азиатско-Тихоокеанском регион в ближайшие годы. По состоянию на ноябрь 2017 года, American Airlines предлагает восемь направлений в Азию и Океанию из своих хабов в Лос-Анджелесе, Чикаго и Далласе, выполняя в общей сложности пятнадцать маршрутов.
В конце 2010 года American Airlines была вовлечена в спор с двумя онлайн-агентствами по продаже билетов Expedia и Orbitz. 1 декабря 2010 года авиакомпания перестала продавать билеты через Orbitz, а 1 января 2011 года Expedia удалила тарифы American Airlines со своего сайта.
В июле 2011 года авиакомпания разместила самый большой заказ самолётов в истории, купив 460 самолётов Boeing 737 Next Generation и Airbus A320 со сроком поставки между 2013 и 2022 годами. Эти самолёты были предназначены для замены американских ближне- и среднемагистральных самолётов Boeing 757-200, 767-200 и MD-80, в конечном итоге оптимизировав свой флот вокруг четырёх семейств самолётов (Boeing 737, Airbus A320, Boeing 787 и Boeing 777). American Airlines стала вторым американским перевозчиком, получившим новый Boeing 787 в январе 2015 года.

### Слияние с US Airways

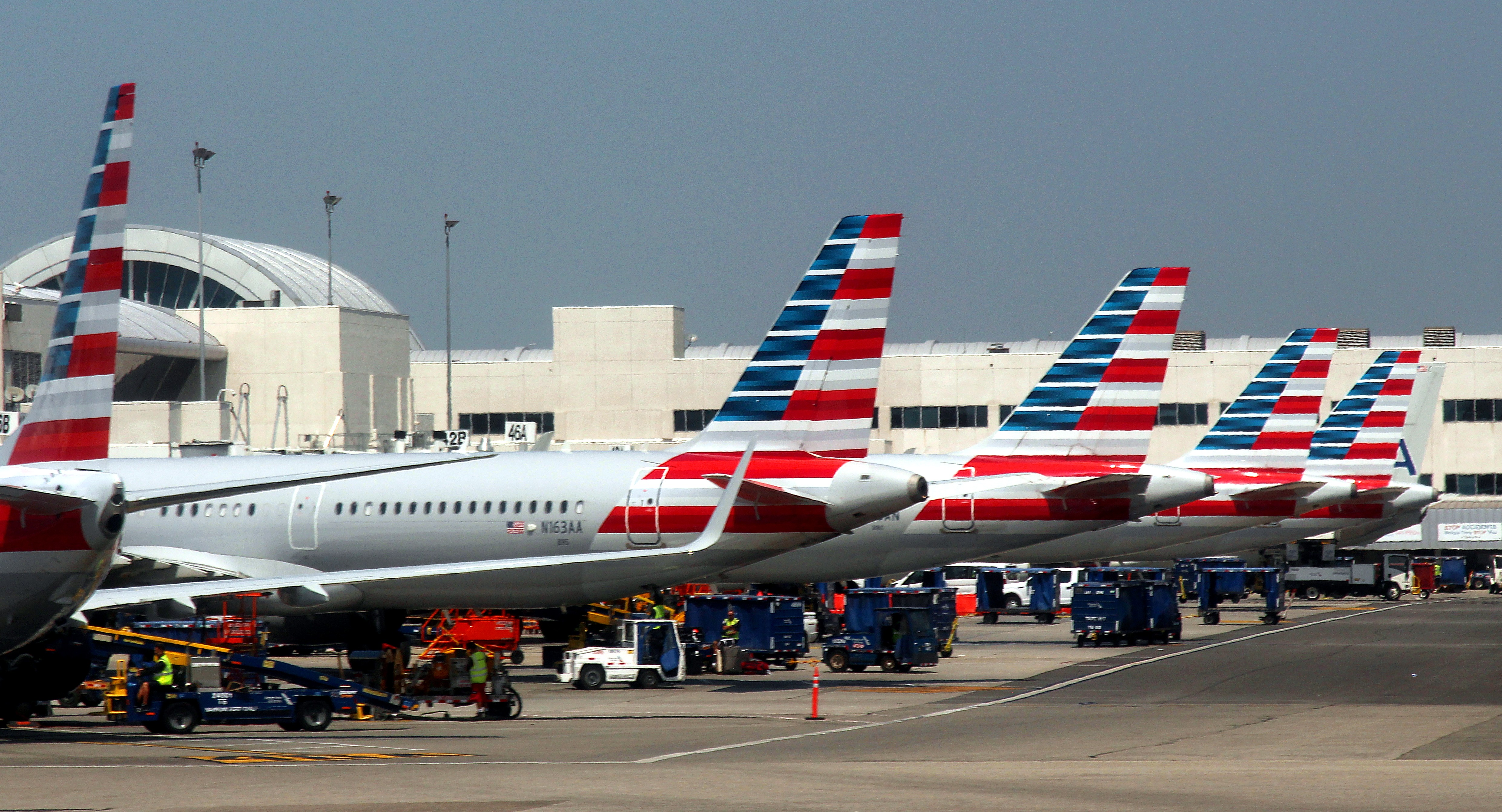
Самолёты American Airlines в аэропорту Лос-Анджелеса

14 февраля 2013 года AMR Corporation и US Airways Group официально объявили о слиянии двух компаний, чтобы сформировать крупнейшую авиакомпанию (и авиакомпанию-холдинг) в мире, с держателями ценных бумаг от American Airlines 72 % и акционерами US Airways, владеющими оставшимися 28 % новой компании. Объединённая авиакомпания будет носить название и брендинг American Airlines, в то время как команда управления US Airways, включая генерального директора Дуга Паркера, сохранит большинство управленческих позиций, а штаб-квартира будет расположена в текущей штаб-квартире American в Форт-Уэрте, штат Техас. Слияние создаст крупнейшую в мире авиакомпанию, которая, наряду с United Airlines и Delta Air Lines, будет контролировать три четверти всех перевозок на территории США.
Министерство юстиции США, а также генеральные прокуроры шести штатов и округа Колумбия подали иск в августе 2013 года, пытаясь заблокировать слияние, утверждая, что это может привести к меньшей конкуренции и более высоким тарифам. American Airlines и US Airways заявили, что они будут оспаривать это решение и продолжать слияние после одобрения регулирующих органов. 12 ноября авиакомпании достигли соглашения с Министерством юстиции США и прокуратурой штата на продолжение сделки.
8 апреля 2015 года объединённая авиакомпания получила эксплуатационный сертификат.
Бренд US Airways ушёл в историю 17 октября 2015 года, и все рейсы теперь стали выполняться под именем American Airlines. Перекраска основного парка самолётов US Airways в цвета American Airlines закончилась в 2017 году. Некоторые региональные самолёты продолжают эксплуатироваться в ливрее US Airways.

## Корпоративная деятельность

### Штаб-квартира
Штаб-квартира American Airlines находится в Форт-Уэрте, штат Техас, рядом с международным аэропортом Даллас/Форт-Уэрт. Она расположена в двух офисных зданиях комплекса CentrePort на площади 130.000 квадратных метров. По состоянию на 2014 год в комплексе работало более 4300 сотрудников.
Ранее штаб-квартира American Airlines располагалась по адресу 633 Third Avenue в районе Марри-Хилл в центре Манхэттена, Нью-Йорк. В 1979 году авиакомпания переместила свою штаб-квартиру в Даллас/Форт-Уэрт, что повлекло сокращение до 1300 рабочих мест. Мэр Нью-Йорка Эд Коч назвал этот шаг как предательство. Авиакомпания переехала в два арендованных офисных здания в Гранд-Прери, штат Техас. 17 января 1983 года American завершила переезд ценой в $150 млн ($369 млн сегодня, с поправкой на инфляцию).
По состоянию на 2015 год American Airlines является крупнейшей корпорацией в Форт-Уэрте.

### Новая штаб-квартира
В 2015 году авиакомпания объявила о строительстве новой штаб-квартиры в Форт-Уэрте. Строительство началось весной 2016 года, срок сдачи запланирован на лето 2019 года. Планируется, что это создаст 5000 новых рабочих мест.

### Субсидии и кредиты федерального правительства США
По состоянию на ноябрь 2013 года American Airlines и American Eagle получили $10.011.836 в виде ежегодных федеральных субсидий. Эти субсидии предоставляются на основе публичных торгов для развития небольших региональных аэропортов.
В сентябре 2020 года American Airlines добилась правительственного кредита в размере 5,5 млрд долларов и договорилась о привлечении ещё до 2 млрд долл. в октябре 2020 в рамках государственного кредитного пакета для американских авиакомпаний в размере 25 млрд долларов.

### Профсоюзы
- Allied Pilots Association (APA) — представляет почти 15.000 пилотов американских авиакомпаний, он был создан в 1963 году, после того, как пилоты покинули Международную ассоциацию пилотов (ALPA). Большинство пилотов American Eagle остаются членами ALPA[74].
- Ассоциация профессиональных бортпроводников (APFA) — представляет интересы бортпроводников American Airlines, включая бывших бортпроводников USAirways[75].
- Association of Flight Attendants — Communications Workers of America (AFA-CWA) — представляет интересы бортпроводников региональных авиалиний American Airlines. Бортпроводники USAirways были активными членами AFA-CWA до слияния. Они являются почётными пожизненными членами. AFA-CWA является крупнейшим союзом бортпроводников в отрасли и управляется бортпроводниками.
- Transport Workers Union of America (TWU-IAM) — представляет большинство работающих в авиакомпании технических специалистов по обслуживанию флота, механиков и других наземных работников[76].
- Communications Workers of America/International Brotherhood of Teamsters — представляет работников обслуживающих клиентов и работников гейтов[77].

### Экология
American Airlines, в период четырёх с половиной лет, с октября 1993 года по июль 1998 года, использовала топливо с высоким содержанием серы, что нарушало федеральный закон «О чистом воздухе». Впоследствии авиакомпания выявила и исправила эти нарушения.
Завод по обработке сточных вод авиакомпании сэкономил почти 1 миллион долларов с 2002 года. В дополнение к этому, American Airlines также выиграла награду за сокращение опасных отходов, которые сэкономили им $229.000 после инвестиций в $2.000. Для отслеживания опасных отходов используется система штрих-кодов. Это привело к уменьшению отходов на 50 процентов с 2000 года.

### Спонсорство
American Airlines является титульным спонсором двух баскетбольных площадок: American Airlines Center (команды Даллас Маверикс и хоккейная Даллас Старз) и American Airlines Arena (команда Майами Хит).
Авиакомпания является спонсором следующих спортивных команд:
- Каролина Пэнтерс[80]
- Чикаго Кабс[81]
- Даллас Ковбойз[82]
- Даллас Маверикс[83]
- Нью-Ингленд Пэтриотс[84]
- Нью-Ингленд Революшн[84]
- Филадельфия Иглз[84]

## Фирменный стиль

### Логотип

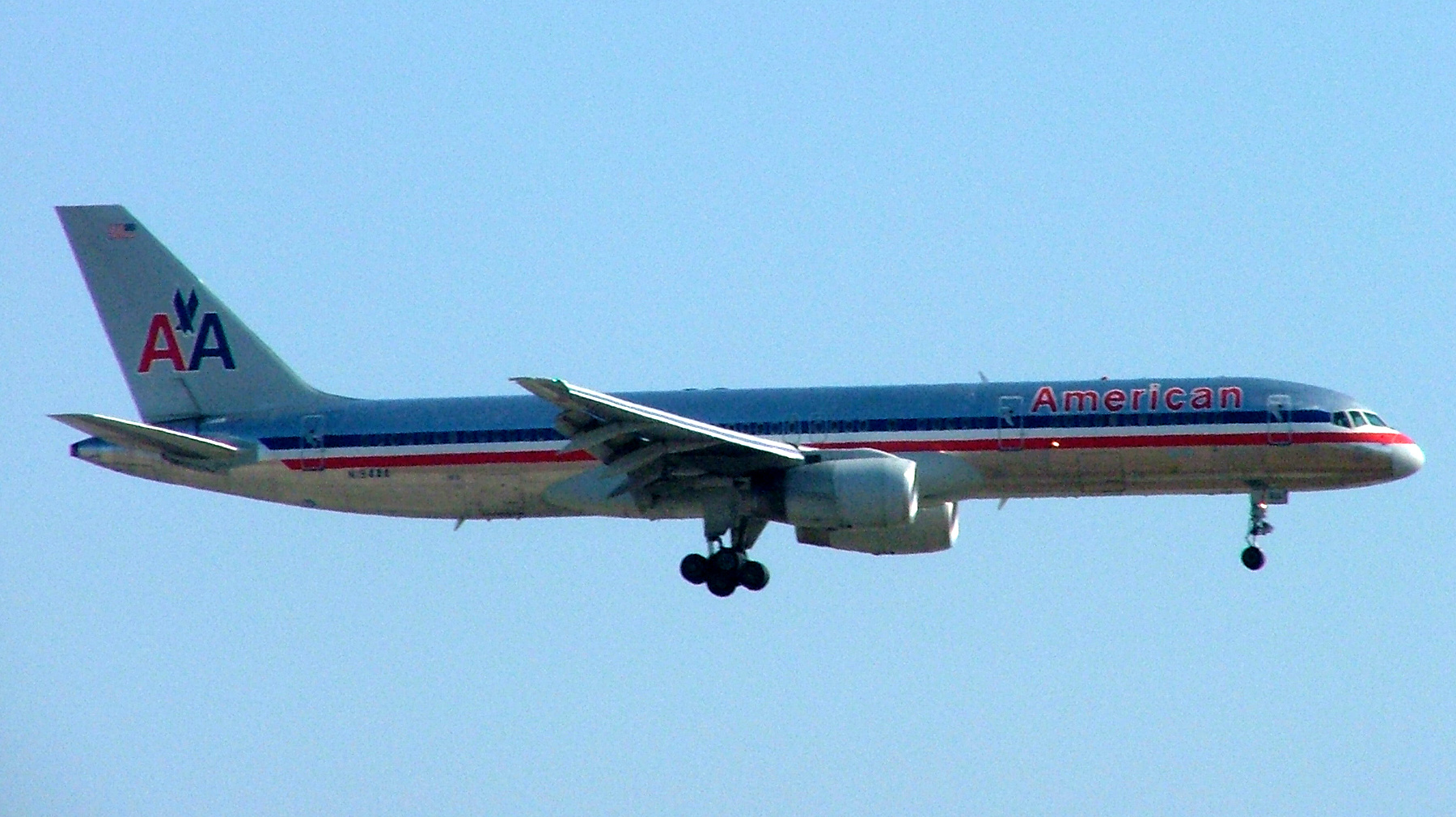
Логотип AA, используемый с 1967 до 2013 года на хвосте Boeing 757

В 1931 году Гудрих Мерфи разработал логотип AA. Логотип был переработан Массимо Виньелли в 1967 году. Тридцать лет спустя, в 1997 году, American Airlines купили домен AA.com. AA также является двухбуквенным обозначением авиакомпании IATA.
17 января 2013 года American заменили логотип, используемый с 1967 года. Авиакомпания называет свой новый логотип «символом полёта, объединяющим орла, звезду и букву «А» классического логотипа.
Примечательно, что Бюро авторского права США постановило: логотип не имеет права на защиту авторских прав, поскольку он не прошёл порог оригинальности, и, таким образом, находится в общественном достоянии.

### Ливрея

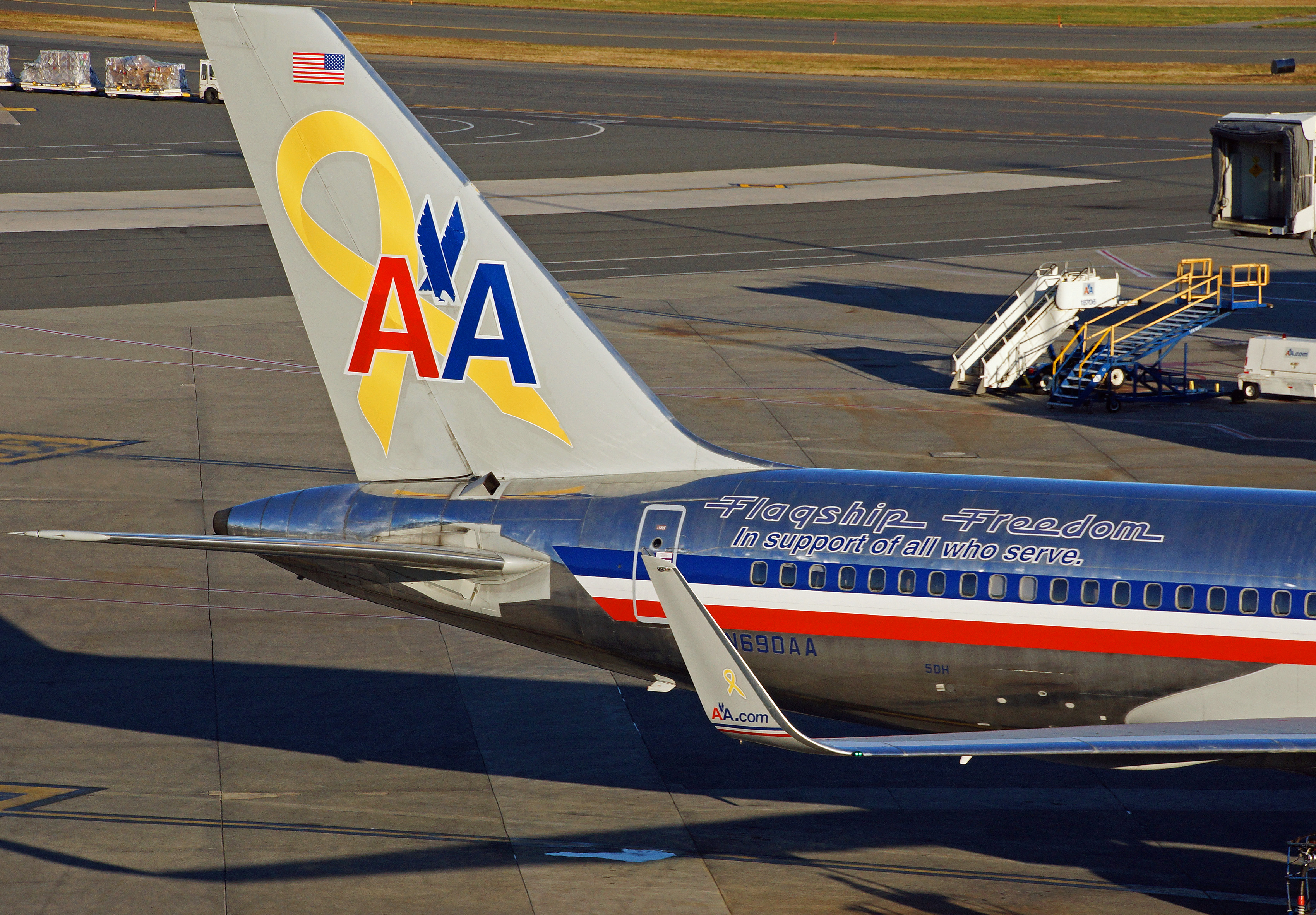
Boeing 757 American Airlines в специальной ливрее в поддержку международных операций вооружённых сил США

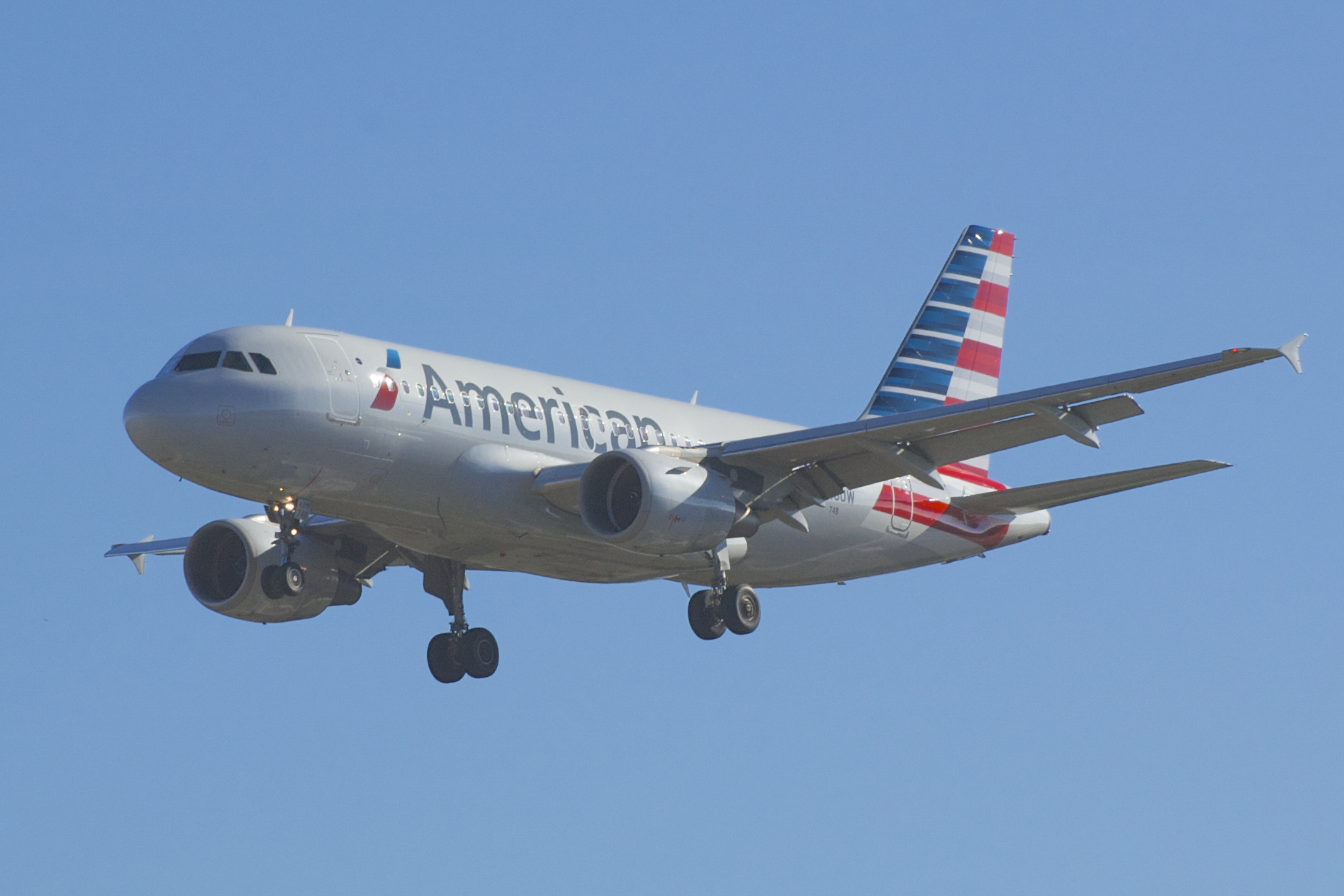
American Airlines Airbus A319 в современной ливрее

Ранние ливреи American широко варьировались, но общая ливрея была принята в 1930-х годах, с изображением орла, нарисованного на фюзеляже. Орёл стал символом компании, а также используется в названии компании American Eagle Airlines. Оранжевая молния по всей длине фюзеляжа винтовых самолётов была заменена простой оранжевой полосой, когда были внедрены реактивные двигатели.
В конце 1960-х годов American Airlines заказали новый дизайн логотипа. Дизайнер Массимо Виньелли разработал оригинальный дизайн, который включал красную, белую и синюю полосу на фюзеляже и простой логотип «AA» без изображения орла. Однако служащие компании были возмущены новым логотипом и устроили кампанию «Спасём орла» (англ. «Save the Eagle»). В итоге дизайнер добавил стилизованное изображение орла на логотип, который оставался логотипом компании до 2013 года. В 1999 году авиакомпания раскрасила новый Boeing 757 (бортовой номер N679AN) в свою международную оранжевую ливрею 1959 года. Два самолёта Boeing 777 и Boeing 757 были окрашены в стандартную ливрею с розовой лентой по бокам и на хвосте, в поддержку фонда лечения рака Susan G. Komen for the Cure. Один Boeing 757 окрашен жёлтой лентой на задней части самолёта, а на боковой стороне корпуса написано „Флагман свободы“. American Eagle, дочерняя региональная авиакомпания, имеет такую же специальную ливрею на самолётах Embraer ERJ-145.
17 января 2013 года American Airlines представили новую ливрею. До этого авиакомпания была единственной крупной американской авиакомпанией, которая не окрашивала большую часть поверхности своих самолётов. Это было потому, что К. Р. Смит, глава компании с 1934 года, не любил окрашенные самолёты и отказался использовать какие-либо ливреи, которые предполагали покраску всего самолёта. В дальнейшем такой дизайн стал отличительной особенностью, к тому же меньшее количество краски уменьшило вес самолёта, тем самым экономя затраты на топливо.
Новая ливрея содержит абстрактный американский флаг на хвосте, полосы синего, красного и белого цвета, а также серебристый фюзеляж, как посыл к старой ливрее. Её дизайн был разработан калифорнийской компанией Leading Edge Aviation Services.

### Слоганы
- С 2016 — «The World’s Greatest Flyers Fly American» (Лучшие в мире лётчики летают American)[95].
- 2015—2017 — «Going for great» (Идём за прекрасным)[96].
- 2013—2014 (после слияния с US Airways) — «The new American is arriving» (Прибывает новая American)[97].
- 2011—2013 — «Be yourself. Nonstop» (Будь собой. Без остановки)[98].
- Середина 2000-х — 2013  — «We know why you fly, we’re American Airlines» (Мы знаем, почему вы летаете, мы American Airlines)[99].
- Во время слияния AA и TWA — «Two great airlines, one great future» (Две большие авиакомпании, одно большое будущее)[100].
- 2001 год (после 11 сентября) — «We are an airline that is proud to bear the name American» (Мы авиакомпания, которая гордится, что носит название American (либо имя Америки)[101].
- 1998—начало 2000-х — «New York’s Bridge To The World» (Нью-Йоркский мост в Мир)[102][103].
- Начало—середина 1990-х — «We Mean Business In Chicago» (Мы имеем дело с бизнесом в Чикаго»). Реклама в Чикаго[104].
- 1988—середина 1990-х — «Based Here. Best Here» (Основана здесь. Лучшая здесь). Реклама в Далласе[105].
- Конец 1980-х — «No other Airline gives you more of America, than American» (Никакая другая авиакомпания не даст вам больше Америки, чем American).
- 1984—2000 — «Something special in the air» (Что-то особенное в воздухе)[106].
- 1988 — «The On-Time Machine» (Машина, работающая без опозданий)[107].
- 1982 — конец 1980-х — «En American, tenemos lo que tú buscas» (В American у нас есть то, что ты ищешь).
- 1975—1984 — «We’re American Airlines, doing what we do best» (Мы American Airlines, делаем то, что мы делаем лучше всех)[108].
- 1971—1975 — «Our passengers get the best of everything» (Наши пассажиры получают лучшее)[109].
- 1969—1971 — «It’s good to know you’re on American Airlines» (Хорошо знать, что вы на American Airlines)[110].
- 1967—1969 — «Fly the American Way» (Летайте по-американски)[111][112].
- 1964—1967 — «American built an airline for professional travelers» (American построила авиалинии для профессиональных путешественников)[113].
- 1950-е — 1964 — «America’s Leading Airline» (Ведущая авиакомпания Америки).

## Хабы
American в настоящее время управляет десятью хабами в США и перевозит больше пассажиров через аэропорты Шарлотт, Даллас/Форт-Уэрт, Лос-Анджелес, Майами, Филадельфия, Финикс и Вашингтон/Рейган, чем любая другая авиакомпания.
- Даллас/Форт-Уэрт — основной хаб, крупнейший для American Airlines по количеству ежедневных рейсов и количеству направлений со времён слияния с US Airways. В настоящее время через аэропорт авиакомпания перевозит около 56 миллионов пассажиров ежегодно или 153 000 человек в день, что делает его самой загруженной авиакомпанией в аэропорту (85 % всех рейсов). Штаб-квартира американской корпорации также находится в Форт-Уэрте недалеко от аэропорта. Большое количество рейсов авиакомпании выполняется в Мексику и Латинскую Америку[115].
- Шарлотт/Дуглас — второй по величине хаб авиакомпании по количеству направлений и ежедневных рейсов. Авиакомпания перевозит около 42 миллионов пассажиров в год или 115 000 человек в день из этого аэропорта. По состоянию на 2013 American имеет около 90 % доли рынка, что делает его крупнейшей авиакомпанией аэропорта. Шарлотт/Дуглас ранее был крупнейшим хабом US Airways до слияния авиакомпаний[116].
- Чикаго/О’Хара — третий по величине хаб для авиакомпании по количеству рейсов. Около 27 миллионов пассажиров летают на самолётах American через аэропорт каждый год (74 000 человек в день). По состоянию на 2013 год авиакомпания имеет около 40 % доли рынка, что делает его второй по величине авиакомпанией аэропорта после United. О’Хара был вторым по величине хабом American до слияния с US Airways[117].
- Филадельфия — четвёртый по величине по количеству ежедневных рейсов. American перевозит около 23 миллионов пассажиров в год (около 63 000 человек в день). По состоянию на 2013 авиакомпания имеет около 70 % доли рынка, что делает его крупнейшей авиакомпанией аэропорта. Филадельфия была вторым по величине хабом US Airways до слияния. Из аэропорта выполняется большое количество трансатлантических рейсов[118].
- Майами — пятый по величине хаб по количеству рейсов. Около 30 миллионов пассажиров летают через аэропорт каждый год (около 82 000 человек в день). Авиакомпания имеет около 70 % доли рынка, что делает его крупнейшей авиакомпанией в аэропорту. Майами был третьим по величине хабом American до слияния с US Airways. Аэропорт является важнейшим узловым пунктом в сети южноамериканских и карибских направлений авиакомпании[119].
- Финикс/Скай-Харбор — шестой по величине по количеству рейсов и направлениям. American перевозит около 23 миллионов пассажиров в год (около 63 000 человек в день). В настоящее время авиакомпания владеет около 52,6 % доли рынка, что делает его крупнейшей авиакомпанией аэропорта. Финикс ранее был третьим по величине хабом US Airways до слияния. Аэропорт является единственным крупным внутренним хабом American Airlines без рейсов в Азию или Европу (рейсы в Европу в настоящее время осуществляются партнёром Oneworld авиакомпанией British Airways, выполняющим рейс в Хитроу)[120].
- Вашингтона/Рональд Рейган — седьмой по величине хаб для авиакомпании по количеству направлений и рейсов и третий на восточном побережье. Аэропорт также является хабом для дочерней компании American Airlines Shuttle. Около 12 миллионов пассажиров перевозит авиакомпания каждый год (около 33 000 человек в день). American владеет около 23,7 % доли рынка, что делает его крупнейшим перевозчиком в аэропорту. Аэропорт был четвёртым по величине хабом US Airways[121].
- Лос-Анджелес — восьмой по величине хаб по количеству направлений и рейсов. Авиакомпания перевозит около 16,5 миллиона пассажиров в год; около 45 000 человек в день). American имеет около 23 % доли рынка, что делает его крупнейшим перевозчиком в аэропорту. Лос-Анджелес был четвёртым по величине хабом авиакомпании до слияния с US Airways. Это основной аэропорт для рейсов через Тихий океан для авиакомпании[122].
- Нью-Йорк/Кеннеди — девятый по величине хаб American по количеству направлений и рейсов и второй на восточном побережье. Услугами авиакомпании пользуются около 9,4 миллиона пассажиров каждый год (около 26 000 человек в день). Авиакомпания имеет около 11 % доли рынка, что делает его третьим по величине перевозчиком в аэропорту после Delta и JetBlue. Аэропорт был пятым по величине хабом American до слияния c US Airways. Большое количество рейсов авиакомпании из этого аэропорта выполняются в Европу[123], но с 2017 года American стала сокращать международные рейсы в пользу увеличения рейсов из Филадельфии[124][125].
- Ла-Гуардия — десятый по величине хаб авиакомпании по количеству направлений и рейсов и четвёртый на восточном побережье. Авиакомпания перевозит около 7,5 миллиона пассажиров в год (около 21 000 человек в день). Аэропорт также служит хабом для American Airlines Shuttle. American имеет около 28 % доли рынка и является вторым по величине перевозчиком после Delta[126].

### Закрытые хабы
- Сент-Луис/Ламберт — хаб закрыт в 2009 году из-за отсутствия потребности во втором узловом аэропорту на среднем западе. Хаб существовал со времён покупки TWA[127].
- Международный аэропорт имени Луиса Муньоса Марина в Сан-Хуане — был открыт в 1986 году и просуществовал до 2012 года. Этот аэропорт авиакомпания использовала для стыковки своих пассажиров на местные рейсы, используя самолёты ATR-72. После выведения парка этих самолётов из своего регионального флота American Airlines закрыла свой хаб в Сан-Хуане[128].
- Нашвилл — был открыт в 1986 году. Авиакомпания закрыла хаб в 1995 году из-за снижения пассажиропотока[129].
- Роли/Дарем — был открыт в 1987 году. Закрыт в 1995 году из-за его неприбыльности[130].
- Сан-Хосе — был открыт 2 декабря 1988 года после приобретения авиакомпании Air California[131]. В начале 2000-х годов конкуренция сделала существование хаба невыгодным для авиакомпании и он был закрыт.

### Базы технического обслуживания
- Даллас/Форт-Уэрт — основная база по обслуживанию самолётов Airbus A319, A321, Boeing 777, 787, вспомогательная для Boeing 737, 757, 767 и McDonnell Douglas MD-80[132].
- Ла-Гуардия — небольшая база по обслуживанию Boeing 737 и ERJ-145[132].
- Питтсбург — основная база по обслуживанию всех существующих самолётов US Airways производства Airbus[132].
- Талса — основная база по обслуживанию всех самолётов Boeing, за исключением 777 и 787[132].

## Пункты назначения
American Airlines выполняет рейсы по 95 внутренним направлениям и 95 международным направлениям в 55 странах (по состоянию на март 2018 года).
Авиакомпания является единственным американским перевозчиком, который выполняет рейсы в Барранкилью, Белу-Оризонти, Бразилиа, Варадеро, Кали, Каракас, Ла-Пас, Манаус, Маракайбо, Монтевидео, Пуэнт-а-Питр, Сан-Сальвадор (Багамские острова), Санта-Крус-де-ла-Сьерра и Фор-де-Франс. American также является ведущим американским перевозчиком по объёму пассажирских перевозок на Кубу.

## Партнёры компании по код-шерингу
American имеет соглашение о код-шеринге со следующими компаниями:
| - Air Tahiti Nui - Alaska Airlines - British Airways - Cape Air - Cathay Pacific | - Etihad Arways - Fiji Airways - Finnair - Gulf Air - Hawaiian Airlines - Horizont Air | - Iberia - Interjet - Japan Airlines - Jet Airways - LATAM Brasil - LATAM Chile | - Malaysia Airlines - Qantas - Qatar Airways - Royal Jordanian Airlines - S7 Airlines - Seaborne Airlines | - SriLankan Airlines - WestJet |

Помимо код-шеринга авиакомпания тесно сотрудничает с British Airways, Iberia, и Finnair на трансатлантических маршрутах, и с Japan Airlines и Cathay Pacific на маршрутах через Тихий океан.

## Авиапарк

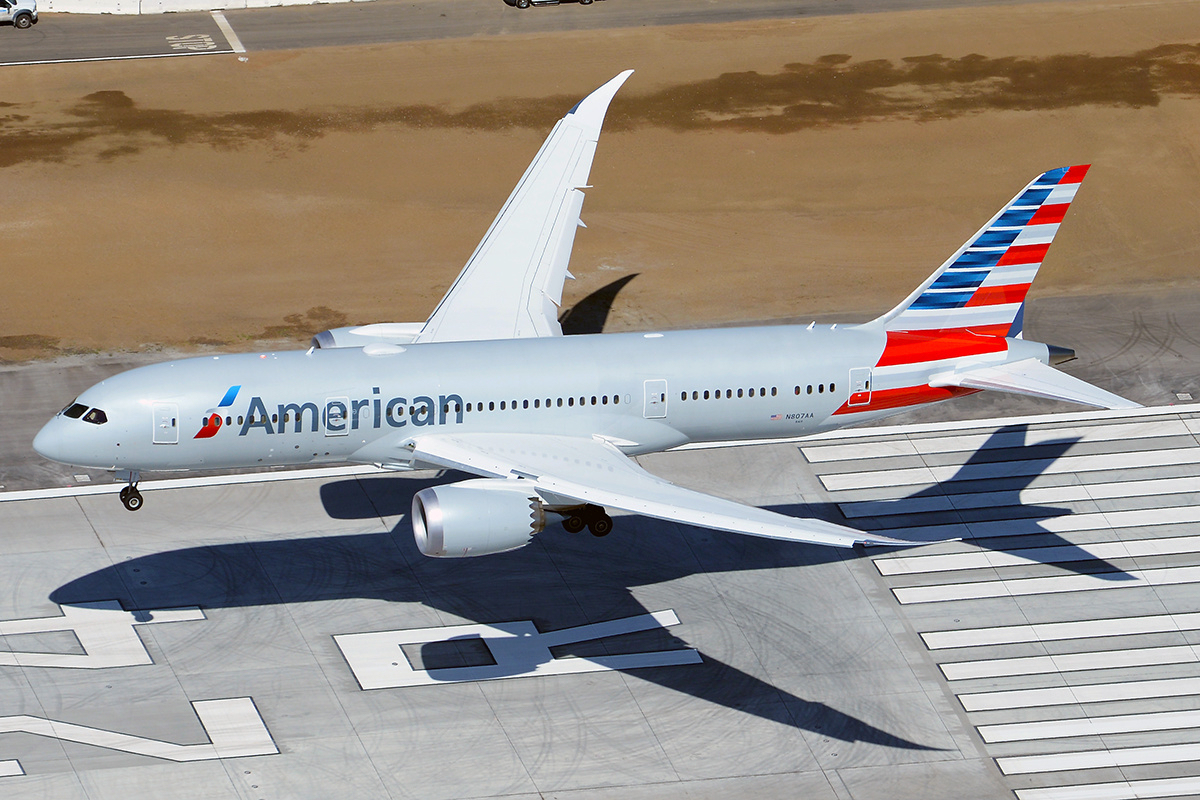
Посадка самолёта Boeing 787-8 American Airlines в аэропорту Лос-Анджелеса

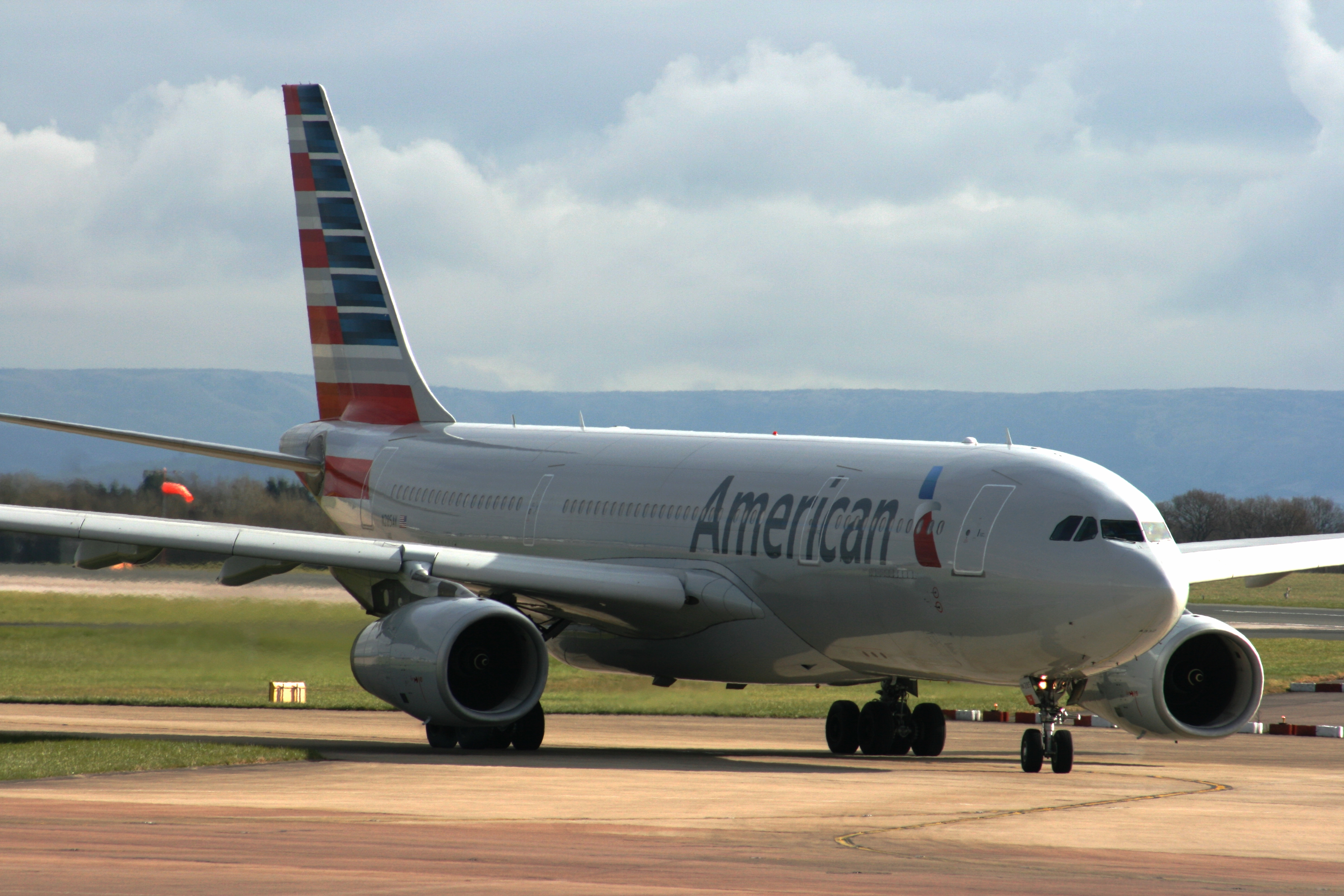
American Airlines Airbus A330-243, бортовой номер N285AY

По состоянию на март 2018 года, American Airlines и дочерние компании управляют парком из 1536 самолётов (Airbus, Boeing, Embraer и McDonnell Douglas), что делает его крупнейшим коммерческим эксплуатантом самолётов в мире.
Более двух третей самолётов авиакомпании — узкофюзеляжные, в основном, Airbus A320 и Boeing 737-800. Также эксплуатируется Boeing 757, Embraer 190 и McDonnell Douglas MD-82/83, но большую часть из них планируется вывести из эксплуатации в течение пяти лет.
Большинство широкофюзеляжных самолётов в парке — производства Boeing. Это третий по величине в мире оператор Boeing 767 и пятый Boeing 777. Также авиакомпания использует самолёты Airbus A330.
20 июля 2011 года American Airlines объявила заказ на 460 узкофюзеляжных самолётов, в том числе впервые 260 самолётов европейского производителя Airbus A320. Заказ нарушил монополию Boeing на поставку узкофюзеляжных самолётов для American и вынудил производителя начать разработку модернизированного Boeing 737 MAX. Примечательно, что Airbus продал самолёты авиакомпании по минимально возможной цене, и дешевле, согласно контракту, производитель продавать не может никому. Поэтому конкурент, United Airlines, не сможет получить условия выгоднее, чем American Airlines, в противном случае Airbus оплатит American разницу.
6 апреля 2018 года авиакомпания, в дополнении к своему первоначальному заказу на 42 самолёта, заказала ещё 47 самолётов Boeing 787 на сумму более чем 12 миллиардов долларов по каталожным ценам.
Существующий авиапарк головной авиакомпании (июль 2021 года):
| Самолёт              | Эксплуатируется | Заказано | Число мест | Число мест | Число мест | Число мест | Число мест | Число мест | Примечания                                                                                         |
| Самолёт              | Эксплуатируется | Заказано | F          | B          | PE         | MCE        | MC         | Всего      | Примечания                                                                                         |
| -------------------- | --------------- | -------- | ---------- | ---------- | ---------- | ---------- | ---------- | ---------- | -------------------------------------------------------------------------------------------------- |
| Airbus A319-100      | 133             | —        | 8          | —          | —          | 24         | 96         | 128        | |
| Airbus A320-200      | 48              | —        | 12         |            | —          | —          | 138        | 150        | |
| Airbus A321-200      | 218             | —        | 10         | 20         | —          | 36         | 36         | 102        | 17 самолётов в этой конфигурации. Для рейсов из JFK в LAX и SFO.                                   |
| Airbus A321-200      | 218             | —        | 16         | —          | —          | 32         | 133        | 181        | Будут переконвертированы в 190 мест к 2021 году.                                                   |
| Airbus A321-200      | 218             | —        | 16         | —          | —          | —          | 171        | 187        | Будут переконвертированы в 190 мест к 2021 году.                                                   |
| Airbus A321neo       | 53              | ---      |            |            |            |            |            |            | Доставка с 2019 года.                                                                              |
| Boeing 737-800       | 303             | —        | 16         | —          | —          | 30         | 114        | 160        | Будут переконвертированы на 172 мест к 2021 году. 45 самых старых самолётов будут выведены в 2020. |
| Boeing 737 MAX 8     | 42              | 40       | 16         | —          | —          | 30         | 126        | 172        | Поставки 40 самолётов отложены до 2025—2026.                                                       |
| Boeing 777-200ER     | 47              | —        | —          |            |            |            |            |            | |
| Boeing 777-200ER     | 47              | —        | —          | 45         | —          | 45         | 170        | 260        | Будет добавлен салон Premium Economy к 12.2018.                                                    |
| Boeing 777-200ER     | 47              | —        | —          | 37         | 24         | 66         | 146        | 273        | Старые самолёты будут заменены на Boeing 787-9.                                                    |
| Boeing 777-300ER     | 20              | —        | 8          | 52         | 28         | 28         | 188        | 304        | Первый эксплуатант 777-300ER в США.                                                                |
| Boeing 777-300ER     | 20              | —        | 8          | 52         | —          | 48         | 202        | 310        | Будет добавлен салон Premium Economy к 06.2018.                                                    |
| Boeing 787-8         | 34              | ---      | —          | 28         | —          | 57         | 141        | 226        | Будет добавлен салон Premium Economy. 22 самолёта будут поставлены начиная с 2020 года.            |
| Boeing 787-9         | 22              | 25       | —          | 30         | 21         | 27         | 207        | 285        | 25 самолётов будут поставлены начиная с 2023 года.                                                 |
| Mitsubishi CRJ-700ER | 149             |          |            |            |            |            |            |            | |
| Mitsubishi CRJ-900ER | 127             |          |            |            |            |            |            |            | |
| Embraer ERJ-145LR    | 111             |          |            |            |            |            |            |            | |
| Embraer ERJ-170STD   | 18              |          |            |            |            |            |            |            | |
| Embraer ERJ-175LR    | 207             |          |            |            |            |            |            |            | |
| Всего                | 1532            | 65       |            |            |            |            |            |            | |

Некоторые модели самолётов, использовавшиеся авиакомпанией American Airlines (количество):
| Самолёт              | Годы эксплуатации |  | Самолёт                         | Годы эксплуатации |
| -------------------- | ----------------- |  | ------------------------------- | ----------------- |
| Airbus A300 (35)     | 1988—2009         |  | Convair 240 (80)                | 1948—1964         |
| BAC 1-11 (30)        | 1965—1973         |  | Convair 440 Metropolitan (5)    | 1948—1964         |
| BAe 146—100/200 (8)  | 1987—1994         |  | Convair 990 (20)                | 1962—1969         |
| Boeing 707—120 (56)  | 1959—1981         |  | Douglas DC-2 (16)               | 1934—1936         |
| Boeing 707—320 (47)  | 1959—1981         |  | Douglas DC-3 (114)              | 1936—1949         |
| Boeing 717—200 (28)  | 2001—2003         |  | Douglas DC-4/C-54 (53)          | 1946—1953         |
| Boeing 720 (25)      | 1959—1981         |  | Douglas DC-6 (88)               | 1947—1966         |
| Boeing 727—100 (59)  | 1964—2002         |  | Douglas DC-7 (58)               | 1953—1963         |
| Boeing 727—200 (125) | 1964—2002         |  | Douglas DC-7 (58)               | 1953—1963         |
| Boeing 737—100 (2)   | 1987—1992         |  | Fokker 100 (75)                 | 1991—2004         |
| Boeing 737—200 (21)  | 1987—1992         |  | Lockheed L-188 Electra (35)     | 1958—1970         |
| Boeing 737—300 (8)   | 1987—1992         |  | McDonnell Douglas DC-10-10 (55) | 1971—2001         |
| Boeing 747—100 (18)  | 1970—1984         |  | McDonnell Douglas DC-10-30 (11) | 1971—2001         |
| Boeing 747-100F (6)  | 1970—1984         |  | McDonnell Douglas MD-11 (19)    | 1991—2002         |
| Boeing 747-200C (1)  | 1970—1984         |  | McDonnell Douglas MD-81 (8)     | 1983—             |
| Boeing 747-SP (2)    | 1986—1994         |  | McDonnell Douglas MD-87 (5)     | 1983—             |
| Boeing 767-200 (30)  | 1992—             |  | McDonnell Douglas MD-90 (5)     | 1999—2001         |

## Сервис

### AAdvantage
«AAdvantage» — действующая бонусная программа «American Airlines», существующая с 1 мая 1981 года. Является первой программой такого рода в мире и остаётся самой крупной, насчитывая более 67 миллионов членов по состоянию на 2011 год.
Мили, набранные по программе, могут быть использованы для заказа билетов, повышение класса обслуживания, аренду автомобилей бесплатно или со скидкой, бронирование мест в гостиницах, приобретения различных товаров и услуг. Наиболее активные члены получают элитное членство AAdvantage Gold, AAdvantage Platinum pro и AAdvantage Executive Platinum elite, которые предоставляют дополнительные привилегии их обладателям. Они также получают аналогичные привилегии у ряда компаний-партнёров American, в частности среди тех, которые являются членами альянса Oneworld.
Кроме того, предоставляются кобрендинговые кредитные карты AAdvantage и другие преимущества. Карты выпускаются CitiCards, дочерней компанией Citigroup в Соединённых Штатах, MBNA в Великобритании, а также Butterfield Bank и Scotiabank в Карибском регионе.

#### История
Рост конкуренции, связанной с принятием в США закона о дерегуляции авиаперелётов в 1978 году, привёл к тому, что компания была вынуждена применять новые маркетинговые ходы для поощрения постоянных клиентов и создания верности бренду. Первоначальная идея компании «loyalty fare» (специальная цена за верность компании) была расширена и постоянным клиентам стали предоставлять бесплатные билеты для полёта первым классом или улучшение класса для компаньонов, а также скидки на экономкласс. Членство определялось с помощью системы Sabre по повторяющимся телефонным номерам, 130 тысячам обладателям которых, а также 60 тысячам членов Admirals Club были разосланы письма с номерами их счетов. Логотип программы был разработан Массимо Виньелли.
Меньше чем через неделю аналогичную программу под названием Mileage Plus пустила в ход авиакомпания United Airlines, вскоре многие другие компании последовали этому примеру. Быстрое повышение конкурентных программ вынудило компанию American Airlines сменить политику, а также предложить ряд новых преимуществ в рамках программы, для чего в частности были заключены контракты с рядом гостиниц и компаний по аренде автомобилей. В 1982 году AAdvantage стала первой среди аналогов американской программой, которая стала сотрудничать с иностранными перевозчиками, — члены программы могли накапливать и тратить мили на рейсах компании British Airways.
В 2005 году American Airlines предоставила возможность членам программы использовать накопленные мили для онлайн-покупок.
В 2016 году начисление миль по программе AAdvantage было изменено, теперь количество вознаграждения зависит от суммы, потраченной на билет, а не расстояния полёта, что привело к снижению ценности миль.

#### Партнёры программы
Помимо Oneworld, American Connection и American Eagle Airlines, компания имеет партнёрские отношения по программе со следующими авиакомпаниями:
| - Air Tahiti Nui - Alaska Airlines - Cape Air - Etihad Airways - Fiji Airways - Gulf Air - Hawaiian Airlines - Horizon Air - Jet Airways - WestJet |

### Классы обслуживания

#### Flagship First

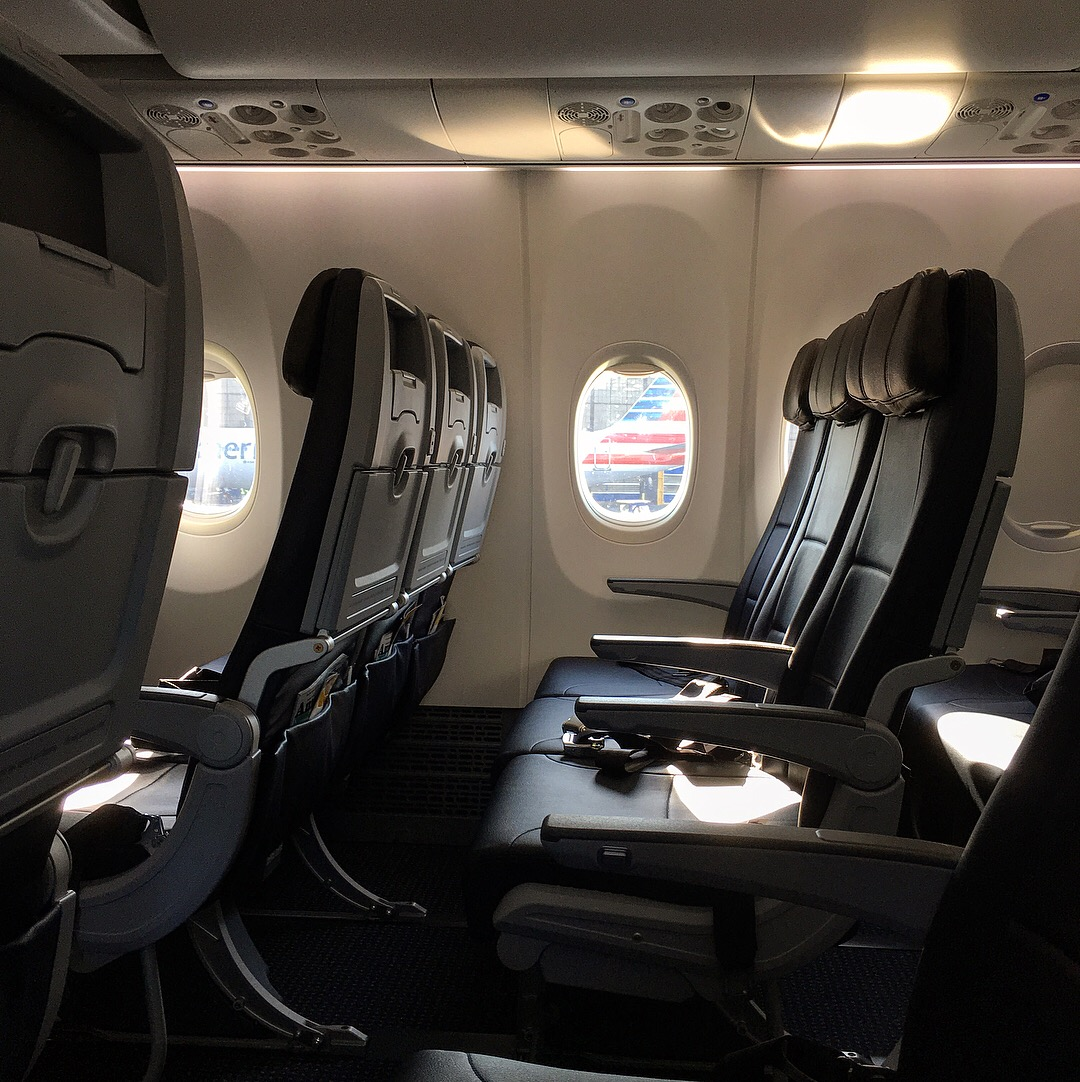
Экономкласс Boeing 737 MAX без мониторов

Первый класс, предлагается на всех Boeing 777-300ER в парке.

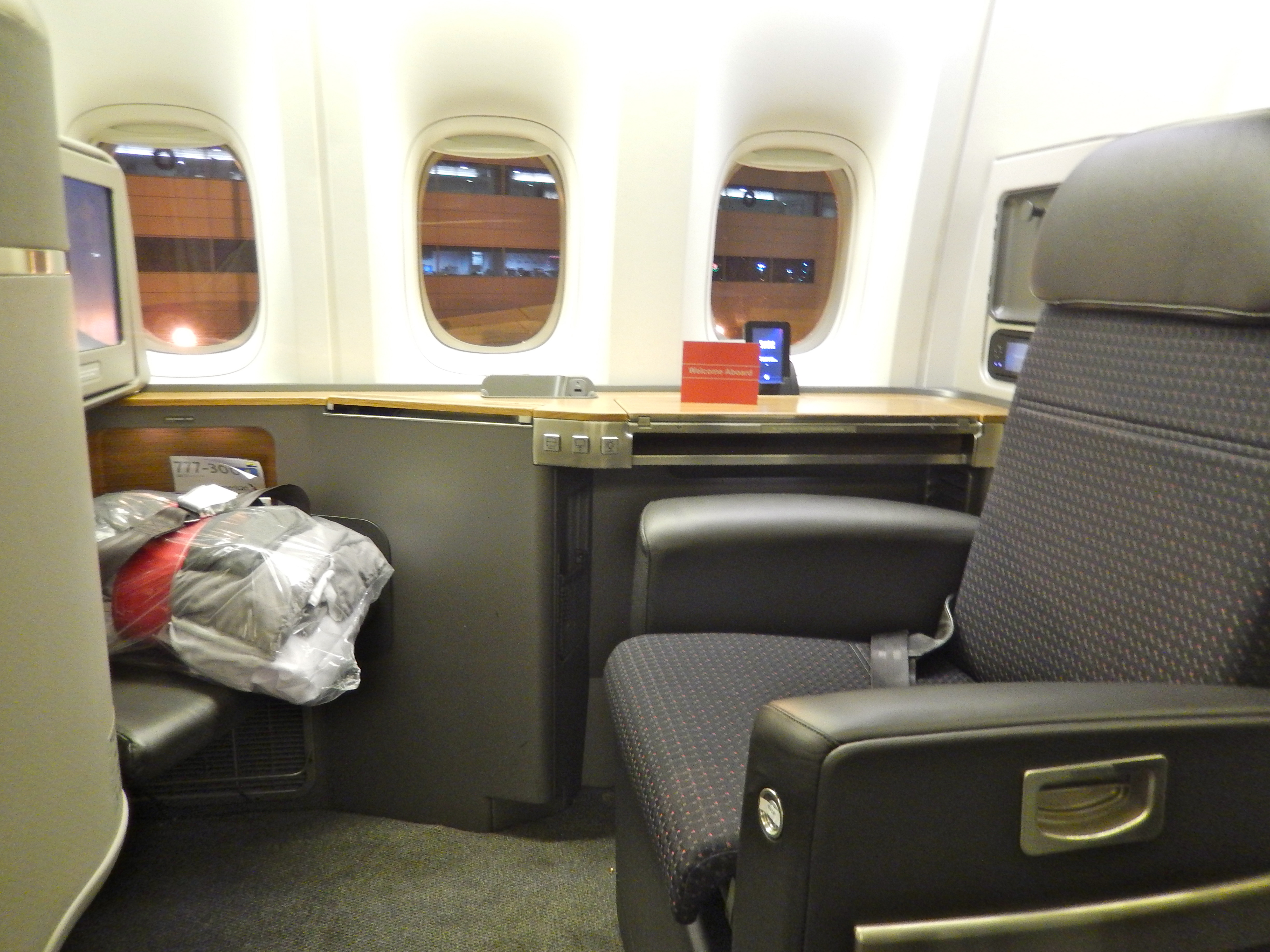
Flagship Suite на борту Boeing 777-300ER

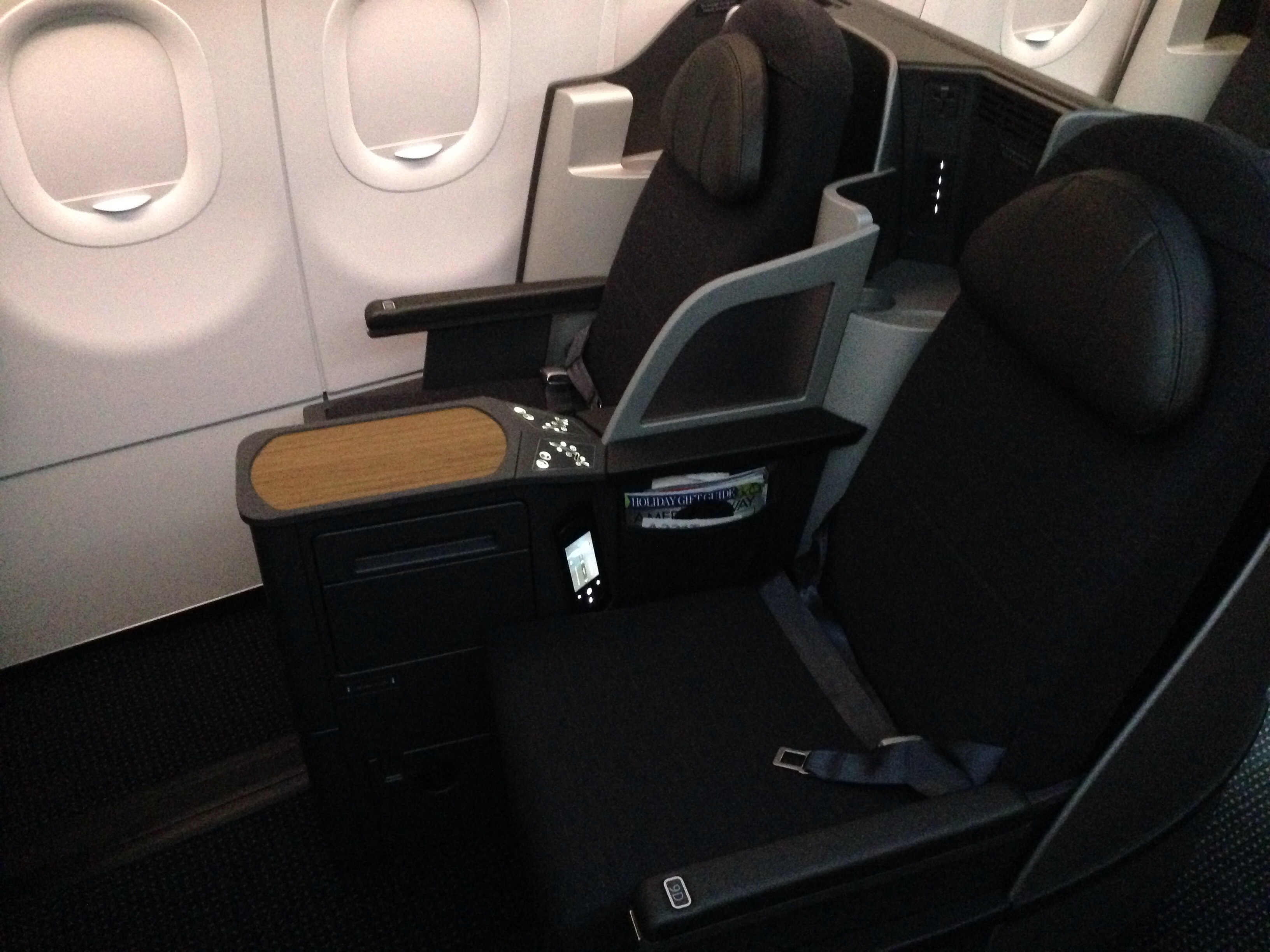
Flagship Business на борту Airbus A321 American Airlines

- Boeing 777-300ER: Полностью раскладываемые на 180 градусов места в конфигурации 1-2-1. Расстояние 82 дюйма (208 см), оснащены 17-дюймовыми (43 см) сенсорными мониторами, сенсорным телефоном, двумя розетками и USB-портами.

#### Flagship Business
Бизнес-класс, предлагается на некоторых Boeing 757-200, на всех Airbus A330-200, Airbus A330-300, Boeing 767-300ER, Boeing 777-200ER, Boeing 777-300ER, Boeing 787-8 и Boeing 787-9.
- Airbus A330: Полностью раскладываемые на 180 градусов места в конфигурации 1-2-1. Расстояние — 76—80 дюймов (193—203 см), оснащены 12,1-дюймовыми (31 см) сенсорными мониторами, одной розеткой и USB-портами.
- Boeing 757-200: Полностью раскладываемые на 180 градусов места в конфигурации 2-2. Расстояние 75—78 дюймов (191—198 см), оснащены планшетами Samsung Galaxy Tab 10.1 (26 см) и двумя розетками (одна для питания планшета).
- Boeing 767-300ER: Полностью раскладываемые на 180 градусов места в конфигурации 1-2-1. Оснащены планшетами Samsung Galaxy Tab 10.1 (26 см) и двумя розетками (одна для питания планшета) и USB-портами.
- Boeing 777-200ER: Полностью раскладываемые на 180 градусов места в конфигурации 1-2-1. Расстояние 77 дюймов (196 см), оснащены 16-дюймовыми (41 см) сенсорными мониторами, сенсорным телефоном, двумя розетками и USB-портами.
- Boeing 777-300ER: Полностью раскладываемые на 180 градусов места в конфигурации 1-2-1. Расстояние 76—80 дюймов (193—203 см), оснащены 15,4 дюймовыми (39 см) сенсорными мониторами, одной розеткой и USB-портами.
- Boeing 787-8: Полностью раскладываемые на 180 градусов места в конфигурации 1-2-1. Расстояние 77 дюймов (196 см), оснащены 16-дюймовыми (41 см) сенсорными мониторами, сенсорным телефоном, двумя розетками и USB-портами.
- Boeing 787-9: Полностью раскладываемые на 180 градусов места в конфигурации 1-2-1. Расстояние 77 дюймов (196 см), оснащены сенсорными мониторами, сенсорным телефоном, розеткой и USB-портами.

#### Flagship First, Flagships Business (трансконтинентальные)
В парке авиакомпании 17 самолётов Airbus A321 выделены для трансконтинентальных маршрутов из аэропорта Нью-Йорк/Кеннеди в Лос-Анджелес и Сан-Франциско. В этих самолётах предлагается два класса премиального обслуживания Flagship First и Flagship Business.
1. Flagship First: Полностью раскладываемые на 180 градусов места в конфигурации 1-1. Оснащены 15,4-дюймовыми (39 см) сенсорными мониторами, сенсорным телефоном, одной розеткой и USB-портами.
2. Flagship Business: Полностью раскладываемые на 180 градусов места в конфигурации 2-2. Расстояние 75—78 дюймов (191—198 см), оснащены сенсорными мониторами, сенсорным телефоном, одной розеткой и USB-портами.

#### Domestic First Class
Первый класс предлагается на всех магистральных самолётах местных рейсов, а также на региональных самолётах вместимостью более 50 посадочных мест. Когда такие самолёты используются на рейсах в Канаду, Мексику, Центральную Америку и Карибский бассейн, салон первого класса обозначается как бизнес-класс. Расстояние — 19—21 дюймов (48—53 см). Варианты питания включают бесплатные закуски, напитки и алкоголь на всех рейсах, трёхразовое питание на рейсах свыше 900 миль (1448 км).

#### Premium Economy
Новый продукт премиум-класса для дальнемагистрального парка дебютировал на новых 787-9 в конце 2016 года и будет введён для всех широкофюзеляжных самолётов в течение следующих трёх лет, исключая Boeing 767 из-за их предстоящего их выхода. Расстояние между сидениями будет увеличено до 38 дюймов, также будет добавлена подставка для ног. Премиум-эконом клиенты также получат два места бесплатного багажа, приоритет посадки, а также расширенные продукты питания и напитки, включая бесплатный алкоголь.

#### Main Cabin Extra
Продукт эконом плюс доступен на большей части основного флота и региональных самолётов American Eagle с более чем 50 местами. Исключение составляют большинство самолётов бывшей US Airways (май 2014), судов региональной авиации, и часть 777-200ER, на которые этот продукт будет установлен. Расстояния между сидениями — от 17,2 до 19,5 дюймов (44—47 см).

#### Main Cabin
Экономкласс на всех магистральных и региональных самолётах в своём флоте. Расстояние между сидениями — 17—18,5 дюймов (43—47 см), оснащены телевизорами, за исключением 100 самолётов Boeing 737 MAX 8.

#### Basic Economy
Доступен на некоторых маршрутах. Это самый низкий тариф, аналогичен эконому, но с некоторыми ограничениями: невозможность выбрать место при регистрации, невозвратный тариф, невозможность апгрейда и посадка в самолёт в последнюю очередь.
В мае 2017 года American объявила, что добавит больше мест экономкласса в некоторые Boeing 737 Max за счёт уменьшения расстояния между сидениями. Последние три ряда потеряют два дюйма, от текущих 31 до 29 дюймов.

### Лаунжи в аэропортах

#### Admirals Club

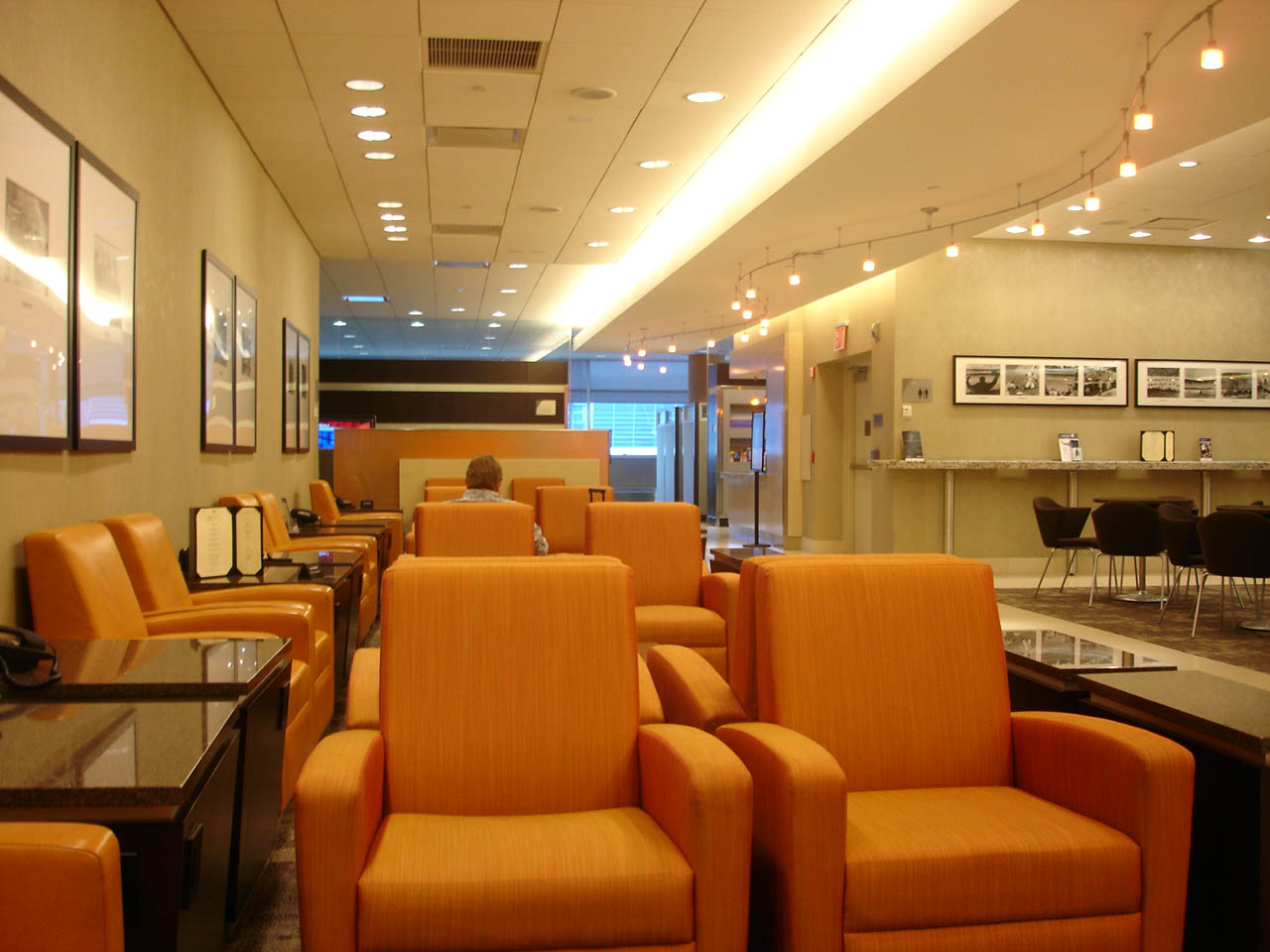
Лаунж Admirals Club авиакомпании

«Адмиральский клуб» (The Admirals Club) был организован К. Р. Смитом, как маркетинговый ход компании, которая в то время стала называть свои самолёты «флагманскими кораблями», а значимых пассажиров — «адмиралами». В число «адмиралов» входили многие знаменитости, политики и другие ВИП-персоны, а также некоторые лояльные к компании клиенты.
Первый лаунж Admirals Club был введён в действие вскоре после открытия аэропорта Ла-Гуардия. Лаунж был установлен во время строительства аэропорта для проведения пресс-конференций и деловых встреч. На одной из конференций мэр Нью-Йорка Фиорелло Ла Гардия отметил, что вся территория аэропорта будет сдана в аренду авиаперевозчикам. Последовал шуточный вопрос журналиста, будет ли лаунж также сдан в аренду, на что мэр ответил положительно, и вице-президент American Airlines незамедлительно предложил свою компанию. Авиакомпания приобрела лицензию на продажу ликёра, и лаунж стал функционировать как Admirals Club с 1939 года.
Второй Admirals Club был открыт в национальном аэропорту Вашингтона. Так как продажа алкоголя в штате Виргиния была запрещена в то время, клуб предоставлял членам холодильники для того, чтобы они могли держать в них собственный ликёр.
В течение многих лет членство в «Admirals Club» приобреталось только по приглашению авиакомпании. После неоднократных утверждений пассажиров о дискриминации компания перевела клуб на платное членство. Членство в клубе в настоящий момент стоит от 400 долларов в зависимости от уровня по программе AAdvantage. Членство может быть также приобретено с помощью миль AAdvantage в случае накопленных к концу года 50 000 миль по программе.
Список аэропортов, в которых расположены лаунжи Admiral Club:
| - Атланта - Бостон - Буэнос-Айрес - Вашингтон - Гонолулу - Гринсборо - Даллас/Форт-Уэрт - Денвер - Каракас - Лондон | - Лос-Анджелес - Майами - Мехико - Нашвилл - Ньюарк - Нью-Йорк, имени Д. Кеннеди - Нью-Йорк, Ла-Гуардия - Ориндж-Каунти - Орландо - Остин - Париж - Питтсбург - Рио-де-Жанейро - Роли/Дарем | - Сан-Паулу - Сан-Франциско - Сантьяго (Чили) - Сент-Луис - Тампа - Токио - Торонто - Филадельфия - Финикс - Хартфорд - Хьюстон - Чикаго (3) - Шарлотт |

#### Flagship Lounge
Flagship Lounge является отдельным лаунжем, специально предназначенным для клиентов, летающих первым классом на международных и трансконтинентальных внутренних рейсах, а также для постоянных пассажиров Aadvantage Executive Platinum и Oneworld Emerald. По состоянию на январь 2018 года эти лаунжи расположены в четырёх аэропортах: Чикаго-О’Хара, Майами, Лос-Анджелес и Нью-Йорк/Кеннеди.

## Аварии и происшествия
По состоянию на январь 2018 года, произошло более шестидесяти аварий с участием её самолётов. Самое первое крушение с самолётом Ford 5-AT-C Trimotor (American Airways) произошло в августе 1931 года. Большинство аварий произошли с пропеллерными самолётами, включая три турбовинтовых самолёта Lockheed L-188 Electra (один из них рейс 320 1959 года), 17 аварий реактивных самолётов (включая рейс 587 в 2001 году, рейс 965 в 1995 году, рейс 191 в 1979 году, рейс 1 в 1962 году и два самолёта, уничтоженных во время атак 11 сентября), ещё четыре самолёта были списаны из-за инцидентов на земле во время технического обслуживания.